# Etruschi
(Jacques Heurgon, Vita quotidiana degli Etruschi, 1967, p. 23.)
Gli Etruschi (in etrusco: 𐌀𐌍𐌍𐌄𐌔𐌀𐌓 ràsenna, 𐌀𐌍𐌔𐌀𐌓 rasna, oppure 𐌀𐌍𐌑𐌀𐌓 raśna) sono stati un popolo dell'Italia antica vissuto tra il IX secolo a.C. e il I secolo a.C. in una zona denominata Etruria, corrispondente all'incirca alla Toscana, all'Umbria occidentale e al Lazio settentrionale e centrale, con propaggini anche a nord nella zona padana, nelle attuali Emilia-Romagna, Lombardia sud-orientale e Veneto meridionale, all'isola della Corsica, e a sud, in alcune aree della Campania.
La fase più antica della civiltà etrusca è la cultura villanoviana, attestata a partire dal X secolo a.C., che deriva, a sua volta, dalla cultura protovillanoviana (XII - X secolo a.C.). Sull'origine e la provenienza degli Etruschi è fiorita una notevole letteratura; tuttavia il consenso tra gli studiosi moderni è che gli Etruschi fossero una popolazione autoctona.

La civiltà etrusca ha avuto una profonda influenza sulla civiltà romana, fondendosi successivamente con essa al termine del I secolo a.C. Questo lungo processo di assimilazione culturale ebbe inizio con la data tradizionale della conquista della città etrusca di Veio da parte dei Romani nel 396 a.C. e terminò nel 27 a.C., primo anno del principato di Ottaviano, con il conferimento del titolo di Augusto.

## Etnonimo
Nella loro lingua chiamavano sé stessi Rasenna o Rasna, in etrusco 𐌀𐌍𐌍𐌄𐌔𐌀𐌓 e 𐌀𐌍𐌔𐌀𐌓, in greco Ρασέννας (Rasennas), che si è ritenuto essere un etnico derivato da un eponimo, così come riportato da Dionigi di Alicarnasso. Alla fine degli anni '70 Massimo Pallottino ipotizza che Rasna equivalga piuttosto al latino populus. Successivamente, in sintonia con Pallottino, Helmut Rix dimostra come Rasna corrisponda proprio a populus, sia nel senso originale di "esercito" che nel senso politico successivo di "popolo".
In greco gli Etruschi vengono chiamati Tirreni, Tyrsenoi (ionico e attico antico: Τυρσηνοί, Türsenòi, in dorico: Τυρσανοί, Türsanòi, abitanti della Τυρσηνίη, Türsenìe, entrambi col significato di "Tirreni"), mentre in latino Tusci o Etrusci da cui "Etruschi" ed "Etruria".
La più antica menzione degli Etruschi rimasta è quella dello scrittore Esiodo, scritta nel suo poema Teogonia, in cui, al verso 1016, menziona «tutti i popoli illustri della Tirrenia» volutamente al plurale, poiché intendeva comprendere le genti non greche d'Italia. Esiodo scriveva i suoi versi alla fine dell’VIII secolo a.C.: a questo periodo (circa 700 a.C.) risalgono le più antiche iscrizioni etrusche conosciute, scritte nell'alfabeto euboico che i commercianti etruschi avevano appreso durante i loro contatti con i Greci installati a Cuma e Pitecusa nell'Italia meridionale, almeno settant'anni prima.

## Storia

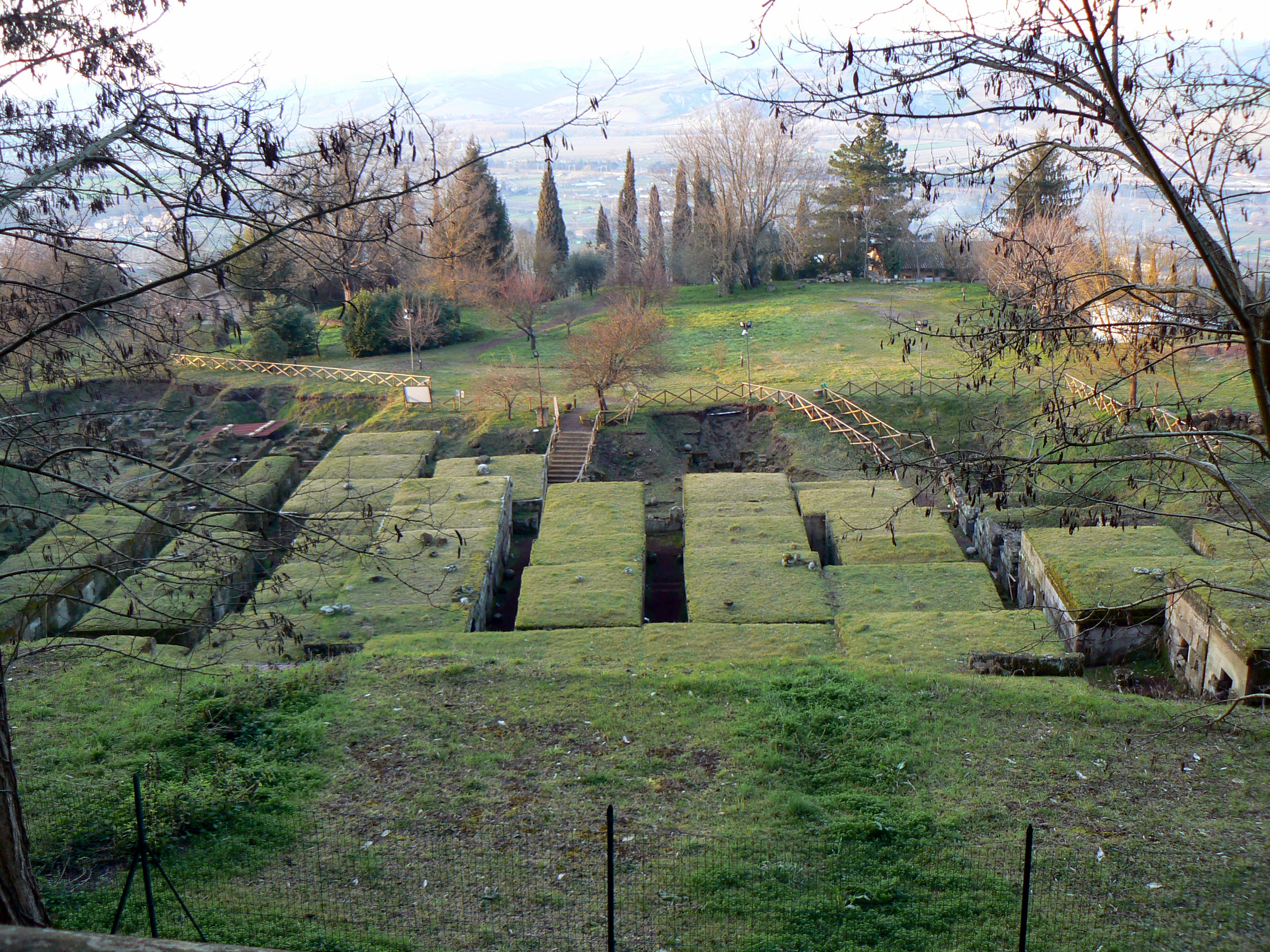
Necropoli del Crocifisso del Tufo, Orvieto

### Origini
(Jacques Heurgon, Vita quotidiana degli Etruschi, 1967, p. 50.)
Sull'origine e la provenienza degli Etruschi è fiorita una notevole letteratura, non solo storica e archeologica. Le notizie che ci provengono da fonti storiche, a partire dal V secolo a.C., ovvero 500 anni dopo le prime manifestazioni in Italia della civiltà etrusca, sono infatti piuttosto discordanti, cosa che dimostra come sull'argomento non vi fosse tra i Greci un'identità di visioni. Considerate le strette relazioni commerciali e culturali tra Greci ed Etruschi è verosimile ritenere che gli stessi Etruschi non possedessero una propria tradizione su un'eventuale provenienza da altre aree del Mediterraneo o d'Europa; se tale tradizione fosse esistita, gli storici latini e greci l'avrebbero certamente riferita.
Nell'antichità furono elaborate diverse tesi, riassumibili in tre filoni principali: il primo che sostiene la provenienza orientale dal Mar Egeo, Tessaglia in Grecia o Lidia in Anatolia, riportata da Ellanico di Lesbo ed Erodoto, storici greci vissuti nel V secolo a.C.; il secondo che sostiene l'autoctonia degli Etruschi elaborata dallo storico greco Dionigi di Alicarnasso vissuto nel I secolo a.C., e il terzo che sostiene la provenienza settentrionale elaborata sulla base di un passo di Tito Livio che mette in collegamento gli Etruschi con le popolazioni alpine, in particolare i Reti.
Tutte le evidenze fino a oggi raccolte dall'archeologia preistorica e protostorica, dall'antropologia, dall'etruscologia, e dalla genetica, sono favorevoli a un'origine autoctona degli Etruschi. Archeologicamente e linguisticamente non sono state infatti trovate prove di una migrazione dei Lidi o dei Pelasgi in Etruria. Studi recenti di linguistica hanno dimostrato una consistente affinità della lingua etrusca con la lingua retica parlata nelle Alpi.
Gli studi genetici delle Università di Ferrara e Firenze, pubblicati nel 2013 e nel 2018, sul DNA mitocondriale di una trentina di campioni etruschi vissuti tra l'VIII secolo a.C. e il III secolo a.C., condotti grazie a tecnologie di nuova generazione di sequenziamento del DNA (NGS), danno ragione alla versione di Dionigi di Alicarnasso: gli Etruschi erano autoctoni. Studi recenti del 2019 e 2021 di archeogenetica, basati sull'analisi del DNA autosomico, del cromosoma Y e del DNA mitocondriale di campioni di oltre 50 individui provenienti dalla Toscana e Lazio settentrionale vissuti tra il 900 a.C. e il 1 a.C., hanno confermato che gli Etruschi erano autoctoni e privi di tracce genetiche riconducibili all'Anatolia e al Mediterraneo orientale dell'età del Bronzo e del Ferro, aggiungendo che gli Etruschi erano simili geneticamente ai Latini del Latium vetus e che entrambi si posizionavano nel novero europeo, a occidente della popolazione odierna dell'Italia settentrionale. Negli Etruschi, come nei Latini, erano presenti percentuali significative della componente ancestrale che deriva dalle popolazioni dell'Eneolitico della steppa pontico-caspica di Russia e Ucraina, considerate progenitori dei popoli di lingua indoeuropea (cultura di Jamna), ma secondo i linguisti gli Etruschi parlavano una lingua non indoeuropea, considerata preindoeuropea e paleoeuropea. Il 75% dei campioni di individui maschi etruschi è risultato appartenere all'aplogruppo R1b (R-M269), il più diffuso ancora oggi nella popolazione moderna dell'Europa occidentale, soprattutto R1b-P312 e il suo derivato R1b-L2 il cui antenato diretto è R1b-U152, arrivati in Etruria dall'Europa centrale nell'età del Bronzo. Per quanto riguarda gli aplogruppi del DNA mitocondriale, il più diffuso tra gli Etruschi era largamente H, il più diffuso ancora oggi tra gli europei moderni, seguito da J e T.

#### Formazione e provenienza

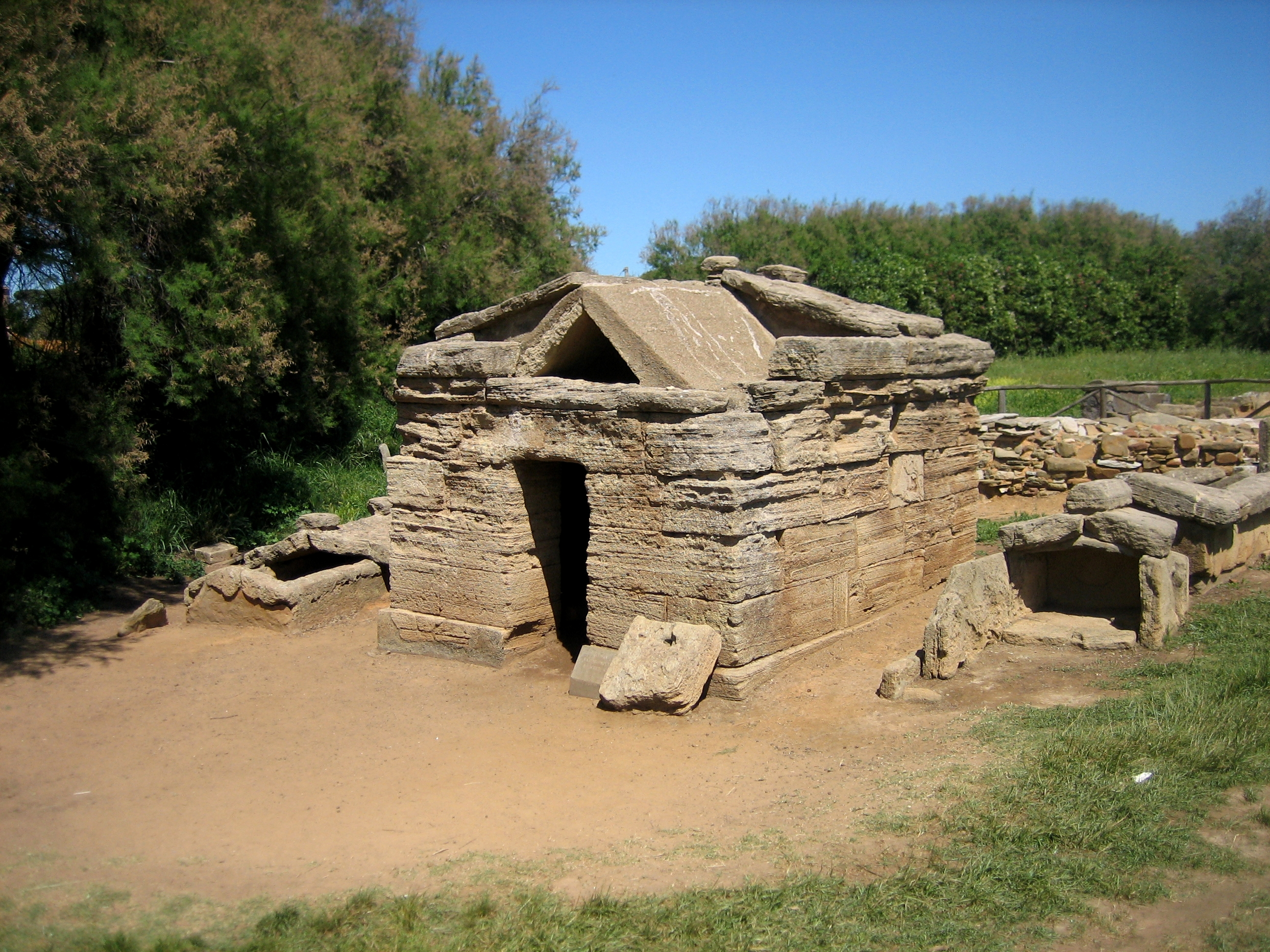
La Necropoli di Populonia.

L'archeologo Massimo Pallottino, nell'introduzione del suo manuale Etruscologia, ha fatto notare come il problema dell'origine della civiltà etrusca non vada incentrato sulla provenienza, quanto piuttosto sulla formazione. Pallottino evidenziò come, per la maggior parte dei popoli, non solo dell'antichità ma anche del mondo moderno, si parli sempre di formazione, mentre per gli Etruschi ci si è posti il problema della provenienza. Secondo Pallottino, la civiltà etrusca si è formata in un luogo che non può che essere quello dell'antica Etruria; alla sua formazione hanno indubbiamente contribuito elementi autoctoni ed elementi orientali e greci, per via dei contatti di scambio commerciale intrattenuti dagli Etruschi con gli altri popoli del Mediterraneo. Nella civiltà etrusca che andava sviluppandosi, lasciarono quindi la propria impronta i commercianti orientali (si pensi al periodo artistico cosiddetto orientalizzante) e i coloni greci che approdano nel Meridione d'Italia nell'VIII secolo a.C. (l'alfabeto stesso adottato dagli Etruschi è chiaramente un alfabeto di matrice greca, e l'arte etrusca è influenzata dai modelli artistici dell'arte greca).

### Cronologia
| Protostoria etrusca (1200–900 a.C.)   |                   |               |
| Età del bronzo finale (1200–950 a.C.) | Protovillanoviano | 1200–950 a.C. |

| Civiltà etrusca (950–27 a.C.)      |                                         |              |
| Prima età del ferro (950–720 a.C.) | Villanoviano I                          | 950–830 a.C. |
| Prima età del ferro (950–720 a.C.) | Villanoviano II                         | 830–720 a.C. |
| Prima età del ferro (950–720 a.C.) | Villanoviano III (per l'area bolognese) | 720-680 a.C. |
| Prima età del ferro (950–720 a.C.) | Villanoviano IV (per l'area bolognese)  | 680-540 a.C. |
| Età orientalizzante (720–580 a.C.) | Orientalizzante antico                  | 720–680 a.C. |
| Età orientalizzante (720–580 a.C.) | Orientalizzante medio                   | 680–625 a.C. |
| Età orientalizzante (720–580 a.C.) | Orientalizzante recente                 | 625–580 a.C. |
| Età arcaica (580–480 a.C.)         | Arcaico                                 | 580–480 a.C. |
| Età classica (480–320 a.C.)        | Classico                                | 480–320 a.C. |
| Età ellenistica (320–27 a.C.)      | Ellenistico                             | 320–27 a.C.  |

### Età villanoviana
(Gilda Bartoloni, la cultura villanoviana in "Enciclopedia dell'Arte Antica", Treccani, Roma 1997.)

Vaso ossuario in bronzo con elmo risalente al IX secolo a.C., oggi conservato al Museo archeologico nazionale di Firenze.

La cultura villanoviana è la fase nell'età del ferro più antica della civiltà etrusca. Il termine «villanoviano» deriva dal nome di un piccolo paese nella periferia di Bologna dove, nel 1853, il conte Giovanni Gozzadini, appassionato archeologo, rinvenne un sepolcreto che aveva caratteristiche molto particolari. L'elemento che distingueva le sepolture era l'ossuario biconico (cioè contenente i resti del defunto) «d'impasto nero con una sola ansa o con una delle due anse spezzata, coperto da una tazza rovesciata o da un elmo di bronzo laminato con cresta o con apice».

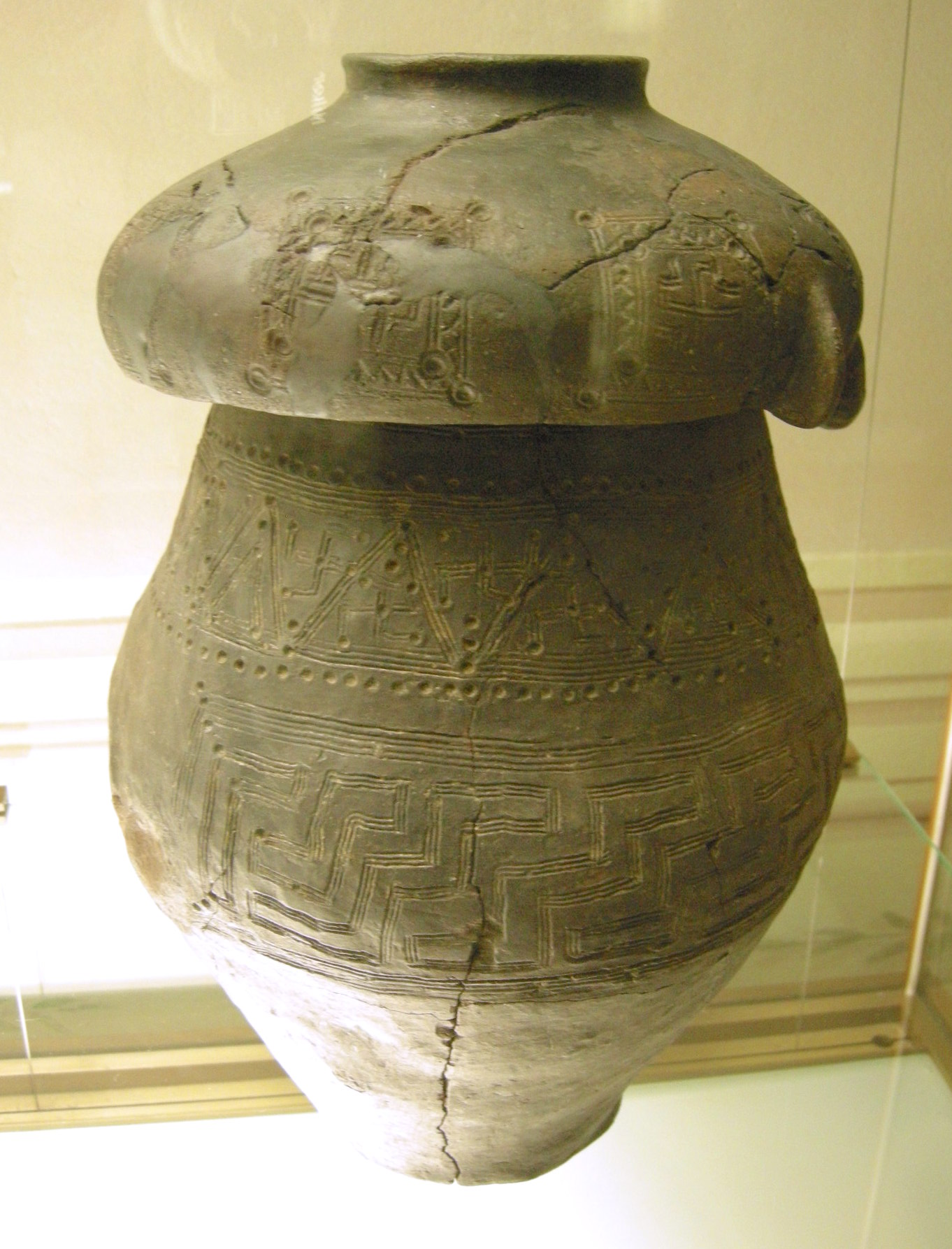
Urna cineraria con coperchio rinvenuta a Chiusi, risalente ai secoli IX-VII a.C.

Gli studiosi ritengono che ci sia stata una fase «preparatoria» di questa cultura, detta protovillanoviana riferita all'Età del Bronzo finale (XII-X secolo a.C.); cultura diffusa nel Mantovano, nell'Umbria, in Toscana, nel Lazio, in Campania, in Sicilia e nell'isola di Lipari. Ci sono già tutte le premesse che poi condurranno al periodo villanoviano vero e proprio; esse non ebbero ulteriore sviluppo nei paesi meridionali per l'apparire precoce di quegli influssi che portarono alla colonizzazione greca (VIII secolo a.C.) Uno degli elementi che più spesso si notano – proprio perché legato alla sepoltura delle ceneri dei defunti (incinerazione) – è l'ossuario. Ne esistono molti tipi, spesso lavorati con finissima arte: l'effetto artistico è dato da rette, segmenti, depressioni e disegni geometrici; eppure, spesso la pasta di argilla, che veniva chiamata «ceramica d'impasto», è piuttosto rozza.
In qualche caso, evidentemente si tratta di sepolture di guerrieri; il vaso biconico è ricoperto da un elmo di bronzo. Quando quest'usanza si diffuse nel Lazio, le ceneri del defunto potevano essere poste in un'urna in terracotta che richiamava la forma di capanne.
Nella penisola italica, però, emergono e si rafforzano culture regionali, che sono spesso legate alla natura del territorio in cui si affermano: continua la vita nomade e pastorale nelle Marche settentrionali, in Abruzzo, nel Lazio settentrionale, in Irpinia, nel Sannio e in Calabria, mentre nel Lazio settentrionale, nella Toscana costiera e nell'arcipelago toscano approdano naviganti provenienti dal Mediterraneo orientale alla ricerca di metalli, il ferro all'epoca uno dei minerali più preziosi. Si continua a lavorare anche il bronzo, ma questo materiale non è d'uso comune come il precedente; serve per piccoli oggetti decorativi, per statuette votive o per recipienti legati al culto. Anche se le differenziazioni regionali sono enormi, sembra che in questo periodo si faccia sentire la necessità di una vita in comune, di qualche forma di associazione fra le varie tribù del territorio italico: si cominciano a formare i primi agglomerati urbani con relativi sepolcreti.
I sepolcreti, infatti, testimoniano la presenza di un antico stanziamento. Isolati, se mai, sembrano rimanere gli ambiti dell'Etruria interna, nelle regioni più inospitali, mentre i villaggi in vicinanza del mare o di vie di comunicazione fluviale si rivelano molto attive. Le principali città costiere sorgono a pochi chilometri dalla costa, l'unica città stato etrusca sul mare è stata probabilmente Populonia (in lingua etrusca Pupluna o Fufluna), mentre le altre città costiere sembrano di solito dotate di insediamenti marittimi come Regisvilla per Vulci, l'insediamento etrusco presso la colonia romana di Gravisca e lo scalo di Pyrgi per Cerveteri. Ciò significa che qualcuno, seguendo le rotte percorse dai Cretesi e dai Micenei, continuava a visitare le coste italiane in cerca del ferro, di cui erano ricche le terre tirreniche.
Ci sono comunque, località come Populonia, situata sul mare, di fronte all'Isola d'Elba, di cui abbiamo buone testimonianze. Essa fu, forse, nel periodo villanoviano uno dei principali porti per l'imbarco del rame o dell'argento lavorato; solo più tardi, nel periodo etrusco, divenne «porto del ferro». Uno scrittore antico, di cui ignoriamo il nome e che gli studiosi chiamano Pseudo Aristotele, afferma che a Populonia si estraeva il rame: lo provano, infatti, scorie della lavorazione di questo minerale e resti di fornaci che venivano impiegate a questo scopo. Più tardi Populonia divenne tanto importante che nel suo territorio si lavorava il ferro estratto all'Isola d'Elba. Intorno al porto, situato nell'attuale arco del Golfo di Baratti, vi erano due villaggi, come dimostrano le due distinte necropoli: una detta San Cerbone e l'altra chiamata Poggio delle Granate. Vi sono tombe a pozzo di cremate e tombe a fossa più recenti. Sia in queste ultime, sia in quelle a camera, la suppellettile funebre è identica.
Quindi gli Etruschi di fase villanoviana si dedicarono per lungo tempo all'estrazione di minerali e di materiali da costruzione. Ne sono riprova i resti di miniere in Toscana e nell'alto Lazio. Nelle colline, dette appunto Metallifere, e nella zona di Campiglia si estraeva rame, piombo argentifero e cassiterite; nella Val di Cecina rame, piombo e argento; nel massiccio del Monte Amiata c'erano rocce mercurifere; nei Monti della Tolfa minerali ferrosi, piombo, zinco e mercurio; ferro nell'Isola d'Elba; tufi vulcanici, arenarie e calcari nell'alto Lazio; travertino e alabastro nell'Etruria settentrionale.
Secondo le più recenti indagini, sembra che i Protoetruschi durante la fase protovillanoviana si fossero concentrati in tre grandi centri: uno è quello che comprende la regione dei Monti della Tolfa, fra Tarquinia e Cerveteri nel Lazio settentrionale; un secondo è quello situato nella media valle del fiume Fiora, al confine tra Toscana e Lazio, fra la zona archeologica di Vulci e la selva del Lamone a ovest del Lago di Bolsena; il terzo è costituito dalle fasce collinari attorno a Cetona fra Radicofani, Chiusi e Città della Pieve nella Toscana sud-orientale. Probabilmente i tre stanziamenti, dei quali i due meridionali si differenziano maggiormente rispetto al centro di Cetona, si riferivano a economie distinte e autosufficienti, alla cui base c'erano, comunque, l'estrazione e la lavorazione dei minerali, come attività caratteristica, che venivano portati alla costa per l'imbarco.
Gli Etruschi, dunque, al momento culminante della loro espansione durante il periodo villanoviano, dovevano essere diffusi su un'area molto vasta, che va dall'Emilia-Romagna all'Italia meridionale nel sito di Pontecagnano in Campania. Ci sono varie ipotesi sulla loro origine ma potrebbero essere i diretti discendenti dei popoli della civiltà appenninica che discende lungo tutta l'Età del Bronzo finale e che ha i suoi maggiori centri di ritrovamento lungo la dorsale montuosa dell'Italia centrale. Si trattava di genti dedite a un'economia pastorale, da cui gli Etruschi appresero l'amore per la terra e per gli animali.
Ecco quindi che ben si comprende come le civiltà italiche abbiano caratteri propri e antichi, legati a tradizioni peculiari del paese in cui si svilupparono; solo con il commercio marittimo che esplose dall'VIII secolo a.C. si apriranno i traffici e gli scambi soprattutto con l'Oriente greco e l'ambiente fenicio-punico cartaginese.

#### I primi insediamenti etruschi

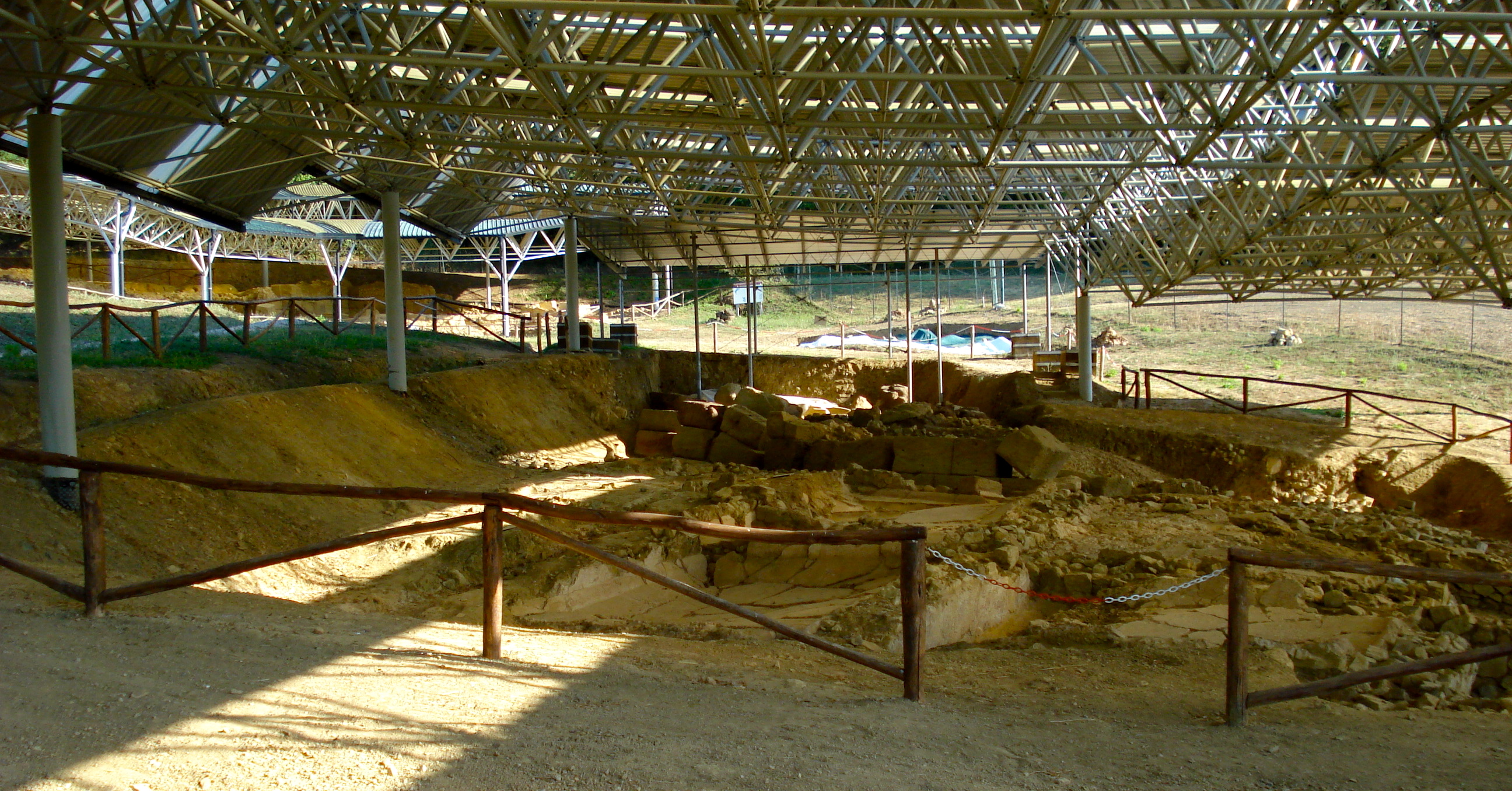
Complesso termale etrusco e romano di Sasso Pisano

Nel X secolo a.C. nelle aree caratterizzate dalla cultura villanoviana si registra la marcata tendenza delle popolazioni ad abbandonare gli altopiani, sui quali si erano stanziate nel periodo protovillanoviano (XII secolo-X secolo a.C.), per spostarsi su pianori e colline sui quali sorgeranno le principali città etrusche, dando vita a centri di maggiori dimensioni. Tale radicale cambiamento risponde a esigenze prettamente economiche legate al più razionale sfruttamento delle risorse agricole e minerarie e alla scelta di collocarsi in prossimità di vie di comunicazione naturali e di approdi fluviali, lacustri e marittimi per ragioni di natura commerciale.
Dagli scavi effettuati, il territorio appare diviso in vasti comprensori articolati in gruppi di villaggi ravvicinati tra di loro, ma con necropoli distinte (ne hanno fatto oggetto di studio Gilda Bartoloni e Giovanni Colonna).
Per la ricostruzione delle abitazioni, realizzate con materiali deperibili (legno e argilla), ci si può avvalere di un numero piuttosto limitato di rinvenimenti di superficie (come fondamenta, fori per i pali di sostegno e canalette di fondazione) e dei modellini rappresentati dalle urne conformate a capanna. Le capanne avevano pianta ellittica, circolare, rettangolare o quadrata, di dimensioni molto varie a prescindere dalla forma. Le abitazioni erano di solito sostenute da pali inseriti all'interno del perimetro per il sostegno del tetto e all'esterno per le pareti. Vi erano anche abitazioni molto incassate nel terreno e il cui tetto poggiava su un argine di terra e sassi. Alcune capanne mostrano una ripartizione interna. Il focolare di solito era collocato al centro. Il tetto poteva essere a quattro falde o a doppio spiovente. Le abitazioni avevano una porta sul lato più corto, abbaini sul tetto per l'uscita del fumo e talvolta anche finestre.
Per quanto riguarda l'organizzazione interna dei villaggi, si è osservato che le capanne sono distanziate le une dalle altre da spazi vuoti in misura variabile, probabilmente utilizzati per le attività agricole. Si è poi ipotizzato che le capanne quadrangolari avessero funzione abitativa, mentre quelle di forma rettangolare od ovale venissero utilizzate come stalle e magazzini. Peraltro l'impossibilità di accertare la contemporaneità dell'uso delle varie strutture non consente di confermare o smentire l'ipotesi. Si può semmai affermare che le strutture che non presentano il focolare potrebbero essere interpretate come aventi funzione diversa da quella abitativa.
Gli scavi non hanno portato alla luce segni che consentano di individuare fortificazioni. Infine, le necropoli sono state rinvenute in aree limitrofe a quelle dei singoli villaggi.

#### La società villanoviana

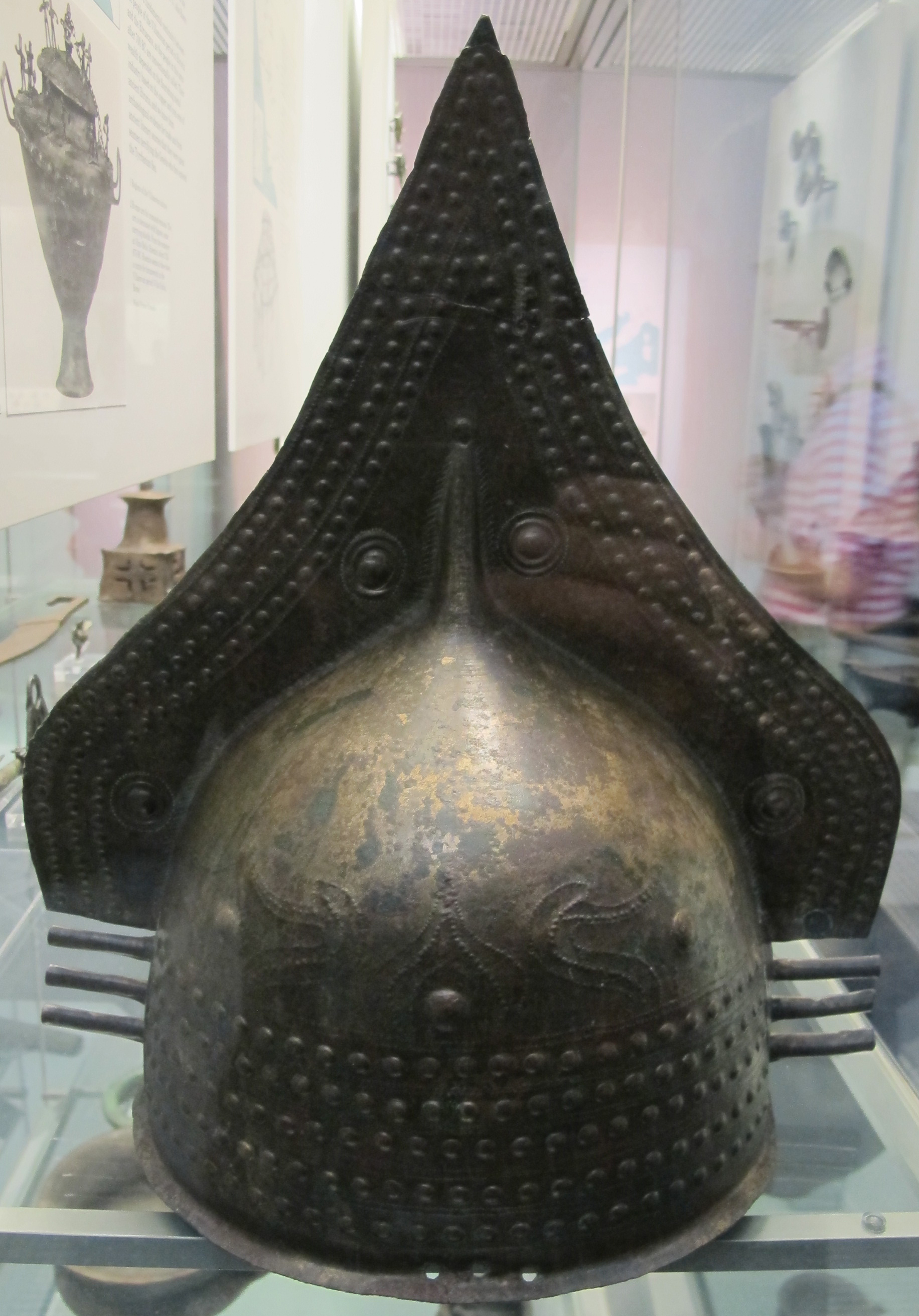
Elmo crestato villanoviano da Tarquinia, VIII sec. a.C., British Museum

La struttura sociale delle comunità villanoviane può essere desunta dalla documentazione archeologica e in particolare dai corredi funerari. I corredi del villanoviano più antico (IX secolo a.C.) sono piuttosto poveri. La tipologia degli oggetti consente comunque l'identificazione del sesso del defunto. Le deposizioni maschili si caratterizzano per la presenza di rasoi a forma rettangolare o semilunata, fibule ad arco serpeggiante, spilloni e, seppur raramente, armi. Talvolta la copertura dell'ossuario è costituita da un elmo fittile a evidenziare la qualità di guerriero del defunto. Il corredo funebre femminile è costituito da cinturoni, fermatrecce, fibule ad arco semplice o ingrossato, fusaiole, rocchetti, conocchie. Le urne a capanna (rinvenute in Etruria meridionale, a Vetulonia e forse a Populonia), diversamente da quanto accade nella cultura laziale, non sono di esclusiva prerogativa maschile ma riguardano anche le donne. In ogni caso i corredi delle urne conformate a capanna non risultano più cospicui di quelli relativi a vasi biconici.
Nei corredi di questo periodo è poco diffuso il vasellame, rappresentato quasi esclusivamente dall'ossuario biconico e dalla ciotola di copertura. Le sepolture, contraddistinte dall'uso quasi esclusivo del rito incineratorio, presentano di massima una struttura a pozzetto od a fossa seppur con varianti locali.
La documentazione archeologica della prima fase del villanoviano farebbe quindi pensare a una società tendenzialmente egualitaria. Peraltro la semplicità dei corredi potrebbe anche non rispecchiare fedelmente la società ma essere determinata da ideologie religioso-funerarie. In ogni caso, anche per il villanoviano più antico, non mancano rinvenimenti dai quali emergono segni di differenziazioni sociali. A Tarquinia, ad esempio, nella necropoli di Poggio Selciatello, si evidenziano alcune deposizioni, maschili e femminili, con corredi particolarmente significativi per la qualità e/o quantità degli elementi. Inoltre, in alcune deposizioni maschili del IX secolo a.C. (a Bologna, Tarquinia, Cerveteri, Veio) sono state rinvenute delle verghe di bronzo o d'osso interpretate come "scettri" (in questo senso Gilda Bartoloni) e quindi come attributi del prestigio e della funzione del defunto. Sotto un diverso profilo è stato osservato (Jean-Paul Thuillier) che le forme di insediamento del villanoviano, caratterizzate dallo spostamento verso pianori e colline e dall'accentramento degli individui nell'ambito di villaggi più grandi rispetto al periodo precedente, sembrano corrispondere a un vero e proprio disegno politico e fanno quindi ritenere l'esistenza di capi nell'ambito di tali comunità.
A partire dagli inizi dell'VIII secolo a.C. si colgono gradualmente i segni di una differenziazione sociale che porteranno alla nascita delle aristocrazie. Si rinvengono deposizioni, sia a incinerazione sia a inumazione (rito, quest'ultimo, che, specialmente nell'Etruria meridionale, va sempre più affermandosi accanto a quello crematorio, mentre in Etruria settentrionale rimarrà più a lungo predominante quello crematorio), che si distinguono per la ricchezza dei corredi maschili e femminili. Alcune deposizioni si segnalano, infatti, per l'aumento degli ornamenti personali e per la qualità e/o per le cospicue quantità di vasellame fittile e bronzeo. Gli oggetti in argomento inoltre comprovano scambi tra comunità etrusche e anche tra Etruschi e comunità di diversa cultura. Oltre a oggetti di provenienza laziale, daunia, enotria e sarda si distinguono attestazioni greche e orientali (Siria, Fenicia, Egitto). I corredi delle tombe a inumazione, di solito, sono più cospicui di quelli delle deposizioni a incinerazione. Aumentano in misura rilevante le urne conformate a capanna.
Le deposizioni maschili più prestigiose presentano morsi di cavalli, carretti miniaturistici, elmi, scudi, spade, lance e asce. I carretti miniaturistici si ritrovano anche nelle deposizioni femminili di rango, che, per il resto, si caratterizzano per quantità e qualità degli strumenti per la filatura e delle parures. Anche la tipologia delle tombe e i rituali, seppur nello stesso contesto di tempo e di luogo, risultano fortemente differenziati. Le tombe a camera con pluralità di deposizioni (Populonia) e le tombe a circolo di pietre (Vetulonia), inoltre, sembrano mettere in rilievo, accanto ai singoli individui, la famiglia e i gruppi familiari, che si identificano appunto per l'occupazione di determinati settori delle necropoli e per la comunanza dei corredi e dei rituali (Gilda Bartoloni).

### Gli Etruschi e la civiltà nuragica

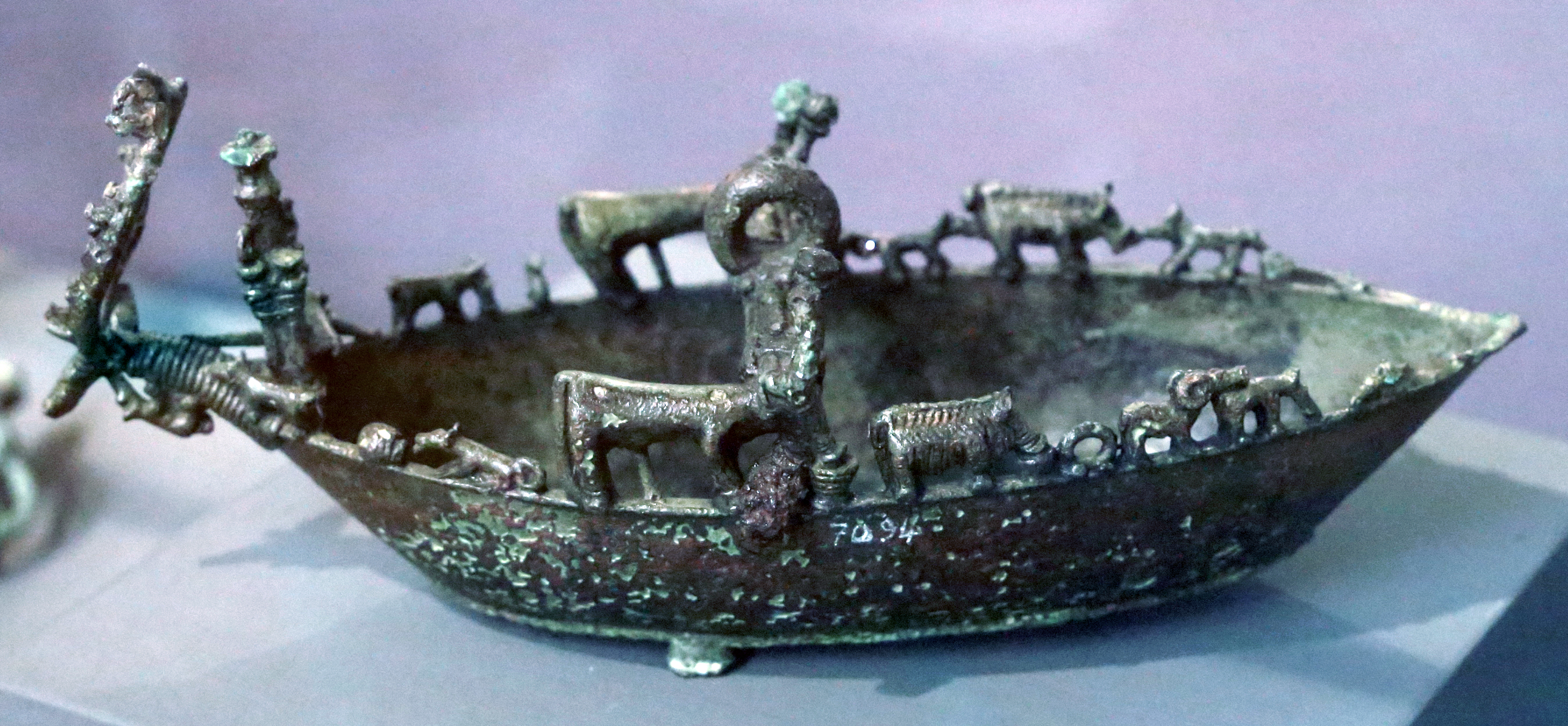
Navicella nuragica dalla tomba del Duce di Vetulonia, museo archeologico nazionale di Firenze

Nel suo testo Etruscologia, Pallottino sottolinea come siano stati importanti i rapporti tra l'Etruria e la Sardegna nuragica.
(Massimo Pallottino, Etruscologia, Hoepli, Milano, 1984, ISBN 88-203-1428-2, pagg. 120, 121.)

### Gli Etruschi e i Greci
L'influenza degli antichi Greci sugli Etruschi determinò una fase storico-culturale definita "orientalizzante" (VIII secolo a.C.), seguita da quelle dette - in analogia con le fasi della storia greca - "Arcaica", "Classica" ed "Ellenistica". I contatti avvennero soprattutto attraverso la Magna Grecia e la Sicilia, cioè le colonie greche nell'odierna Italia meridionale e Sicilia, ma non mancarono anche i contatti diretti tra l'Etruria e la Grecia.
La ceramica fu oggetto sia di scambi diretti di vasellame tra Etruschi e Greci, sia di esportazioni di tecniche produttive e artistiche, con un miglioramento della tecnologia etrusca nei torni e nei forni. Gli scambi culturali interessarono anche la religione, con forme di reinterpretazione delle divinità tradizionali etrusche in modo da farle corrispondere a presunte equivalenti greche (Tinia/Zeus, Uni/Era, Aita/Ade, ecc.)

### Gli Etruschi e i Celti
I rapporti tra Etruschi e Celti, dalla cultura di Golasecca alle invasioni galliche del IV secolo a.C., si caratterizzarono per scambi commerciali e culturali, conflitti e una significativa integrazione reciproca. La cultura di Golasecca (IX-V secolo a.C.), di matrice proto-celtica e sviluppatasi in Lombardia, Piemonte e Canton Ticino, mantenne intensi contatti pacifici con gli Etruschi del Nord Italia, ad esempio a Felsina (Bologna), Spina e Marzabotto, come attestano ceramiche etrusche e iscrizioni in alfabeto etrusco settentrionale rinvenute in necropoli golasecchiane, tra cui quella di Sesto Calende.
A partire dal V secolo a.C., le migrazioni celtiche culminarono con l’invasione gallica del IV secolo a.C., quando tribù come i Boi, i Cenomani e i Senoni devastarono centri etruschi quali Felsina e Marzabotto. Tuttavia, la convivenza fu frequente: a Felsina, i ritrovamenti dalle necropoli, rivelano una duplice presenza etnica, in cui l'elemento celtico convive con quello etrusco, ciascuno conservando la tipicità dei propri rituali funerari: quello dei Boi prevedeva quasi sempre l'inumazione, con casi sporadici di incinerazione attestati solo dopo la fine del IV secolo a.C.. Sempre durante l'occupazione celtica, i corredi funerari rinvenuti permettono di delineare la presenza di un'élite militare il cui alto status è testimoniato dall'influenza di pratiche simposiache e di cura del corpo di derivazione ellenistica. L'incidenza di questa élite, pari a 1:7, è inferiore a quella riscontrabile nella necropoli di Monte Bibele, dove la componente guerriera incideva per un terzo (1:2). Ci sono anche esempi di tombe con corredi misti (fibule celtiche accanto a vasi etruschi) indicano fenomeni di integrazione culturale e probabili matrimoni misti; a Spina, la presenza di reperti celtici nelle necropoli suggerisce scambi commerciali e interazioni sociali. Studi archeogenetici recenti (es. Posth et al., 2021) hanno identificato individui con marcatori genetici celtici in sepolture etrusche, a conferma di fenomeni di integrazione biologica oltre che culturale.
La Stele di Busca (II secolo a.C.), rinvenuta presso Cuneo, commemora un Celta acculturato: portava un nome etrusco, aveva vissuto presumibilmente in Etruria tirrenica o padana gran parte della sua vita, tornato nei territori celtici, fu sepolto secondo le usanze etrusche. A Marzabotto, tracce di continuità culturale dopo le distruzioni indicano ulteriori interazioni. Questo sincretismo, evidente nell’arte, nelle pratiche funerarie e nei rapporti sociali, continuò a caratterizzare l’Italia preromana fino alla progressiva romanizzazione (III-II secolo a.C.)

### Espansione

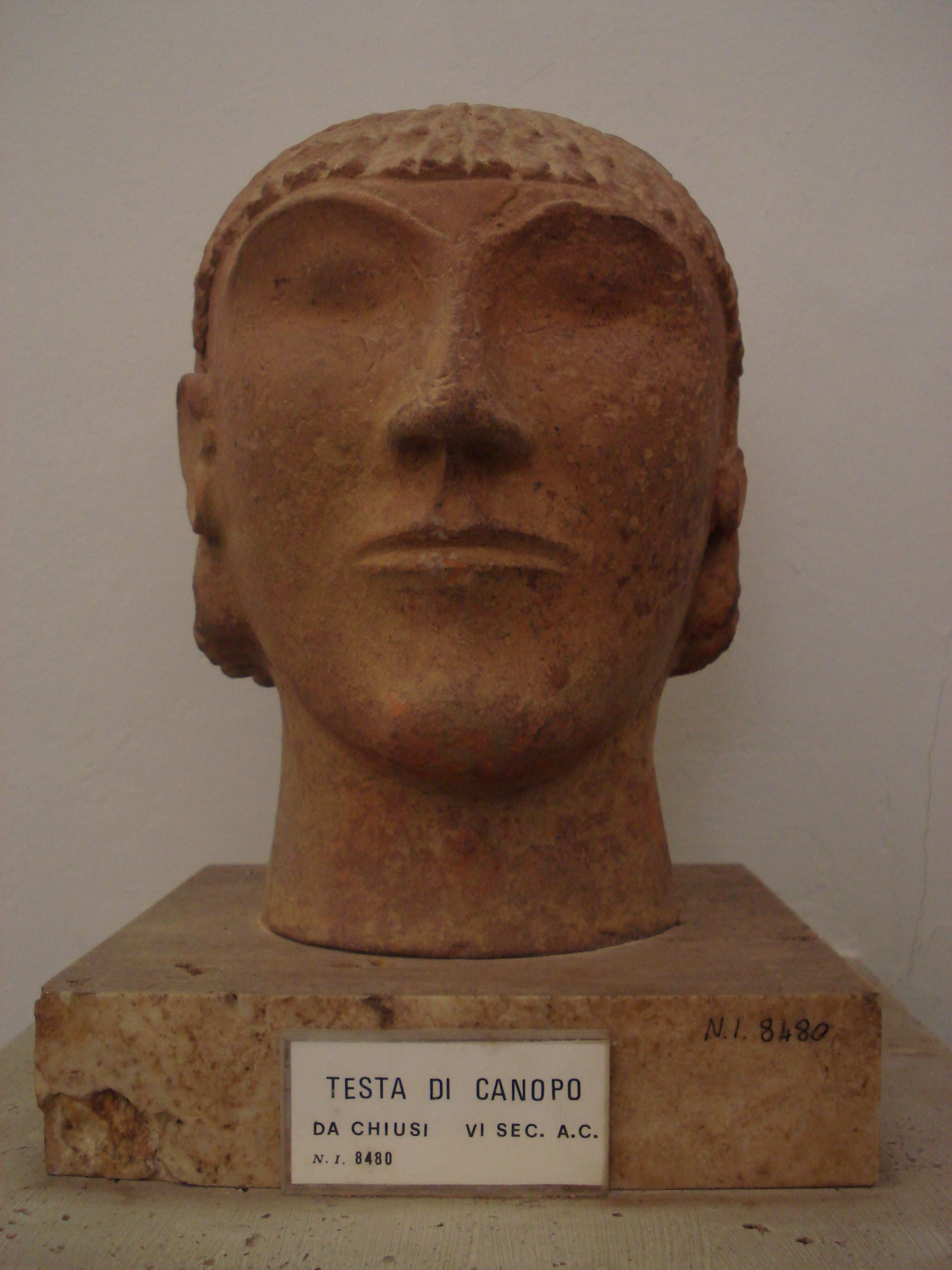
Testa di canopo da Chiusi (VI secolo a.C.)

L'apogeo dell'espansione etrusca fu toccato a metà del VI secolo a.C.; nella battaglia di Alalia del 540 a.C. sconfissero, assieme ai Cartaginesi, i Focesi di Marsiglia. In quest'occasione, secondo quanto riportato da Erodoto, i prigionieri focesi vennero lapidati dagli Etruschi di Caere.
In questo periodo, gli Etruschi riuscirono a stabilire la loro egemonia su tutta la penisola italica, sul Mar Tirreno e, grazie all'alleanza con Cartagine, sul Mediterraneo Occidentale, tanto che Tito Livio scrisse:
(Tito Livio, Ab Urbe condita libri, I, 2.)
Durante tutto il V secolo a.C., l'espansionismo etrusco nel basso Tirreno trovò un insormontabile ostacolo nella potenza dello Stato siceliota di Siracusa. Re Gerone I sconfisse pesantemente la flotta etrusca nella Battaglia di Cuma del 474 a.C.. Nel corso del secolo successivo, Dionisio I, erose sensibilmente il predominio degli Etruschi, mettendo in serio pericolo i loro interessi nell'Italia nord-orientale grazie a una espansione coloniale nell'Alto Adriatico.

#### Presenza etrusca a nord e a sud dell'Etruria tirrenica
Gli Etruschi, oltre che in Etruria tirrenica, erano presenti anche nella Pianura Padana e in alcune aree della Campania. L'ipotesi, avanzata tra gli altri da Mario Torelli negli anni '70, che gli Etruschi popolassero praticamente dalle origini la Valle Padana e soprattutto l'Emilia e certe zone della Romagna, dove era presente un cospicuo nucleo villanoviano (soprattutto tra Bologna e Rimini) oggi gode di grande consenso tra gli archeologi. Secondo questo scenario, nel corso del VI secolo nuove migrazioni di Etruschi, più ricchi, organizzati e "civilizzati", si sovrapposero a un nucleo più povero e "primitivo" di abitanti, pure Etruschi, ma ancora legati a una civilizzazione in villaggi contadini poco o per nulla differenziati socialmente e con una scarsa divisione del lavoro.
Gli Etruschi sono attestati archeologicamente in Pianura Padana sin dalla prima età del Ferro con la cultura villanoviana, la fase più antica della civiltà etrusca. Sulla base del dato archeologico, la presenza etrusca nel nord Italia non sarebbe, tuttavia, diretta conseguenza di una colonizzazione tardiva dall'Etruria tirrenica, come creduto in passato sulla base di una lettura acritica delle fonti antiche, ma sarebbe più antica, un collegamento risalente alla Preistoria. L'Etruria tirrenica e quella padana «si formano simultaneamente sin dalle fasi iniziali dell’età del Ferro: il villanoviano tirrenico e quello padano presentano un inizio pressoché sincrono e sono espressione di un analogo processo socio-politico», che si manifesta parallelamente nelle due realtà, sia sul versante settentrionale che quello meridionale dell’Appennino.
A partire dall'VIII secolo a.C. gli Etruschi consolidarono il loro dominio nel nord Italia, espandendosi in Lombardia meridionale nel mantovano e nel Veneto meridionale con Adria, in una regione convezionalmente chiamata dagli studiosi Etruria padana. Con il controllo di Adria in Veneto e le fondazioni di città come Spina, Marzabotto e del Forcello di Bagnolo gli Etruschi stabilirono una rete di traffici che li collegavano sia all'Etruria tirrenica attraverso i passi appennici, alla Grecia attraverso i porti adriatici,  e alle terre dei Celti transalpini attraverso l'asse fluviale Po-Mincio, i laghi insubrici e i passi alpini. Il V secolo a.C. segnò così il "periodo d'oro" dell'Etruria padana.
Rimane, tuttavia, consenso tra gli archeologi che la presenza in Campania degli Etruschi fosse dovuta a una colonizzazione proveniente dall'Etruria meridionale, a differenza di quanto accadde in Etruria padana. A partire dal IX secolo a.C. gruppi di Etruschi, durante la cultura villanoviana, provenienti dal Lazio, si insediano stabilmente in Campania costruendo villaggi di capanne, particolarmente attorno ai centri di Capua e Pontecagnano. La civiltà etrusca del VII-VI secolo a.C. porta ad una generale etruschizzazione dei villaggi villanoviani, dandovi un assetto urbanistico ed apportandovi un'evoluzione societaria.
Come nell'Etruria tirrenica e nell'Etruria padana gli Etruschi organizzano, si presume, il loro dominio campano in una dodecapoli simile a quella in Eturria, di cui facevano parte città come Nocera, Capua, Pontecagnano, Salerno, Nola e Acerra, e forse Suessola, Ercolano, Pompei, Sorrento.

### Gli Etruschi e i Romani

#### Le origini di Roma
Sui colli lungo il basso corso del Tevere, sorgevano alcuni villaggi di pastori del popolo dei Latini.
Nell'VIII secolo a.C., essi s'ingrandirono e si unirono, trasformandosi in un'unica città: Roma. Nei secoli seguenti, Roma estese il suo dominio dapprima sull'intera Italia, poi in tutto il bacino del Mediterraneo.

#### Vestigia etrusche a Roma: i Tarquini (616-509 a.C.)
Sotto la dinastia etrusca dei Tarquini (ultimi re di Roma) furono intraprese grandi opere pubbliche, tra cui acquedotti, mura cittadine, sistemi fognari e immensi templi, come quello dedicato a Giove, Giunone e Minerva sul Campidoglio.
Tarquinio Prisco era un ricchissimo e noto abitante della città etrusca di Tarquinia, emigrato a Roma divenne il quinto re di Roma. Secondo la tradizione fece erigere il Circo Massimo destinandolo come sede permanente delle corse dei cavalli; prima di allora gli spettatori assistevano alle gare che qui si svolgevano seduti da postazioni di fortuna. In seguito a forti alluvioni, che interessarono specialmente le zone dove sarebbe sorto il futuro Foro Romano, fece poi cominciare la costruzione della Cloaca Massima, che da due millenni mantiene bonificata l'area originariamente paludosa alla base dei colli di Roma. A lui si deve poi l'inizio dei lavori per la costruzione del Tempio di Giove Capitolino sul colle del Campidoglio.
Servio Tullio fu il successivo re di Roma di origini etrusche, fece costruire sull'Aventino il tempio a Diana, trasferendo a Roma il culto latino di Diana Nemorensis. A Servio si ascrive anche la decisione di costruire il Tempio di Mater Matuta e il Tempio della Dea Fortuna, entrambi al Foro Boario. A lui è attribuita la costruzione delle Mura Serviane, le prime difese unitarie di Roma, che erano rappresentate da un massiccio terrapieno costruito nelle zone più esposte della città e dall'unione delle difese individuali dei colli.
L'ultimo re di Roma di origini etrusche fu Tarquinio il Superbo, secondo la tradizione sotto il suo regno furono portati a termine la Cloaca Massima e il Tempio di Giove Capitolino. La bonifica dell'area dell'antico Foro Romano dovuta alla Cloaca Massima, rese possibile la formazione di un antichissimo borgo ai piedi del colle Palatino detto Vicus Tuscus perché in origine fu abitato da mercanti etruschi.

#### Guerre contro i Romani

##### La battaglia del Cremera
La Battaglia del Cremera (circa 477 a.C.) fu uno scontro leggendario della storia romana arcaica, narrato principalmente da Tito Livio, che vide protagonisti anche gli Etruschi. Avvenne vicino al fiume Cremera, affluente del Tevere, tra i Romani, guidati dalla gens Fabia, e la città etrusca di Veio. I Fabi, incaricati di combattere da soli, furono attirati in un'imboscata e quasi interamente sterminati. L'episodio, dal carattere semi-leggendario, esalta il valore e il sacrificio romano. L'unico sopravvissuto fu Quinto Fabio Vibulano.

##### Le guerre tra Roma e Veio
Le guerre fra Roma e Veio furono una costante della storia del Lazio a partire quantomeno dall'VIII secolo a.C. Fin dalla sua mitica fondazione, opera di Romolo, Roma ebbe un nemico temibile e determinato nella città etrusca. Le motivazioni dell'inimicizia secolare fra l'Urbe e Veio sono di tipo economico. Che Roma si sia formata da una specie di "federazione" di villaggi posti sui sette colli, o sia sorta come ci riporta la tradizione e il racconto degli storici antichi, lo scontro fra le due città era inevitabile perché la ricchezza di una avrebbe significato la povertà dell'altra, data la vicinanza tra loro (16 km, allora corrispondenti a cinque ore di cammino a piedi).

### Declino

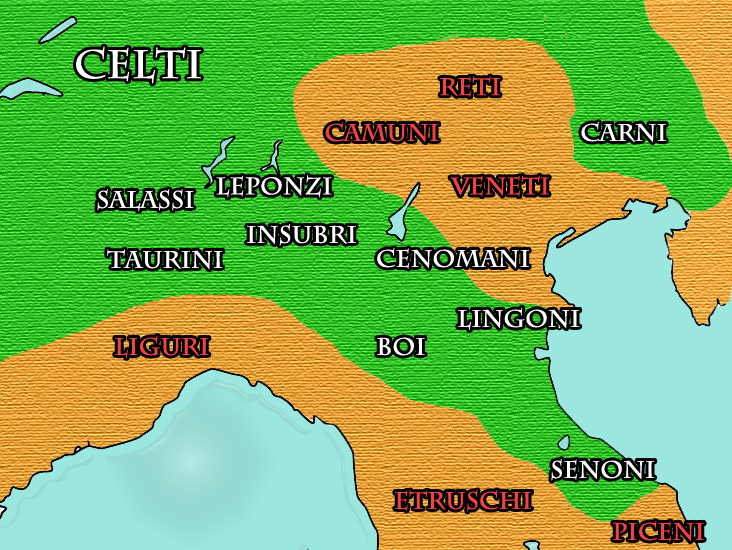
Espansione celtica nella valle padana

Le città-Stato erano autonome, cioè indipendenti. Ma c'erano anche cose che le accomunavano: la lingua e la religione. Fu proprio la loro mancanza di unità la causa della loro decadenza: le città del Nord furono conquistate dai Celti; quelle del Sud furono conquistate dai coloni della Magna Grecia e dai Sanniti e quelle del centro caddero una dopo l'altra sotto il dominio di una nuova potenza che stava cominciando ad affermarsi nel Lazio: Roma.
Il declino degli Etruschi ebbe inizio nel V secolo a.C., con il progressivo distaccarsi dalla loro influenza prima di Roma, poi dei Latini, quindi della Campania con la perdita di Capua per opera degli Osci e delle aree settentrionali a opera dei Galli, che sconfissero gli Etruschi nella battaglia del Ticino.
L'indebolimento dei commerci marittimi si fece drammatico quando nel 473 a.C. il Re siceliota Gerone I occupò la ricca Isola d'Elba provocando di fatto un blocco dei porti, con l'eccezione di Populonia. Sull'Adriatico le città etrusche vennero contemporaneamente attaccate dai Celti e dai sicelioti siracusani, in piena espansione, dopo la vittoria di questi ultimi contro la flotta ateniese nel 412 a.C. 
Conquistata la vicina Veio nel 396 a.C. dopo una guerra durata quasi un secolo, Roma si espanse nell'Etruria meridionale, spesso ricorrendo a rotture dei patti, come nel caso dell'attacco a Volsini (Orvieto), quando interruppero un pluridecennale trattato di pace dopo pochi anni dalla sua stipula. Dopo la decisiva battaglia di Sentino (295 a.C.) nel giro di qualche decennio furono assoggettate a Roma le città dell'attuale Lazio, divenute alleate quando Roma subì l'attacco de parte dei cartaginesi di Annibale. Anche se le città entrarono nel territorio romano prima dell'inizio del I secolo a.C., ebbero uno "status" particolare (cittadinanza latina, con minori diritti rispetto a quella romana), finché la Guerra Sociale del 90 a.C., ponendo fine alla loro autonomia, riconobbe loro la cittadinanza romana mediante la lex Julia dell'89 a.C.

#### La scomparsa graduale della civiltà etrusca e laRomanizzazionedell'Etruria
La civiltà etrusca declinò con la conquista romana di Veio (396 a.C.), Roselle (294 a.C.) e Tarquinia (281 a.C.), seguite dalla perdita di indipendenza delle città dell'Etruria meridionale, come Vulci, Volsinii e Sovana, alcune delle quali decaddero o furono abbandonate. Nel nord, le incursioni celtiche (V-IV secolo a.C.) devastarono centri come Felsina, Marzabotto e Spina, mentre città come Populonia mantennero una certa autonomia fino al 27 a.C., inizio dell'Impero romano sotto Augusto. La Lex Iulia dell'89 a.C. concesse la cittadinanza romana a tutta l'Etruria, formalizzando l'integrazione giuridica. Scritti in etrusco perdurarono fino alla metà del I secolo d.C. L'influenza culturale etrusca continuò a permeare la società romana.

##### Eredità
I Romani si avvalsero della cultura etrusca soprattutto per gli aruspici, i sacerdoti capaci di interpretare il destino attraverso la lettura delle viscere degli animali, del volo degli uccelli, e dei fulmini.
I giochi gladiatori, l'arco, l'uso dell'arco trionfale, alcuni simboli religiosi come il pastorale (ancora oggi usato dalle chiese cristiane), il culto della Triade Capitolina, il culto dei Lari e dei Penati, il simbolo del fascio littorio, il tempio tradizionale romano, lo stile architettonico detto tuscanico sono solo alcuni esempi di contributi della civiltà etrusca a quella romana.
Profondo studioso degli Etruschi, l'imperatore Claudio compose in greco un trattato in venti libri della loro storia, Tyrrenikà, andato perduto.

## Società

### Le città-Stato etrusche
Gli Etruschi erano organizzati in città-Stato e si riconoscevano in una federazione di 12 popoli, che secondo la tradizione tramandataci da Strabone, nacque fin dal fondatore Tirreno. Corrispondeva agli insediamenti di dodici città: Caisra (Cerveteri), Clevsi (Chiusi), Tarchuna (Tarquinia), Vei(s) (Veio), Velch (Vulci), Vetluna (Vetulonia), Pupluna (Populonia), Velathri (Volterra), Velzna (Volsinii), Curtun (Cortona), Perusna (Perugia), Aritim (Arezzo).
I primi villaggi etruschi erano costruiti da capanne a pianta quadrata, rettangolare o tonda con un tetto molto spiovente (generalmente in paglia o argilla). Le città etrusche si differenziavano dagli altri insediamenti italici perché non erano disposte a caso, ma seguivano una logica economica o strategica ben precisa. Ad esempio, alcune città erano poste in cima a delle alture, cosa che rendeva possibile il controllo di vaste aree sottostanti, sia terrestri sia marittime. Altre città, come Veio e Tarquinia, sorgono in un territorio particolarmente fertile e adatto all'agricoltura.
La città etrusca veniva fondata dapprima tracciando con un aratro due assi principali fra loro perpendicolari, detti cardo (nord-sud) e decumano (est-ovest), in seguito dividendo i quattro settori così ottenuti in insulae (dal latino, isole), tramite un reticolo di strade parallele al cardo e al decumano. Questa precisa disposizione urbanistica è visibile ancora oggi in alcune città dell'antica Etruria, corrispondente grossomodo all'attuale Toscana, Umbria e parte del Lazio. L'idea di fondare le città partendo da due strade perpendicolari rappresenta un primato degli Etruschi rispetto ai Greci, anticipando di quasi due secoli gli interventi di Ippodamo di Mileto. Successivamente questo sviluppo urbano venne ripreso in epoche successive anche dai Romani per fondare accampamenti e città (come ad esempio Augusta Praetoria e Augusta Taurinorum, le attuali Aosta e Torino).
Le città sono spesso cinte da mura, molto spesso ciclopiche. I materiali usati erano l'argilla, il tufo e la pietra calcarea; il marmo invece era pressoché sconosciuto. L'ingresso alla città avviene attraverso le porte, che erano solitamente sette o quattro (ma si hanno testimonianze di alcune città a cinque e sei entrate), le più importanti in corrispondenza delle estremità del cardo e del decumano. Inizialmente erano delle semplici architravi, ma a partire dal V secolo a.C. le porte assunsero caratteristiche imponenti a forma di arco, costruite incastrando a secco tra loro enormi blocchi di tufo, a loro volta inseriti nelle mura. Le porte di epoca tardo-etrusca, come ad esempio la Porta all'Arco di Volterra, erano inoltre decorate con fregi e bassorilievi nelle loro parti principali (la chiave di volta e il piano d'imposta).

#### Fondazione di Perugia

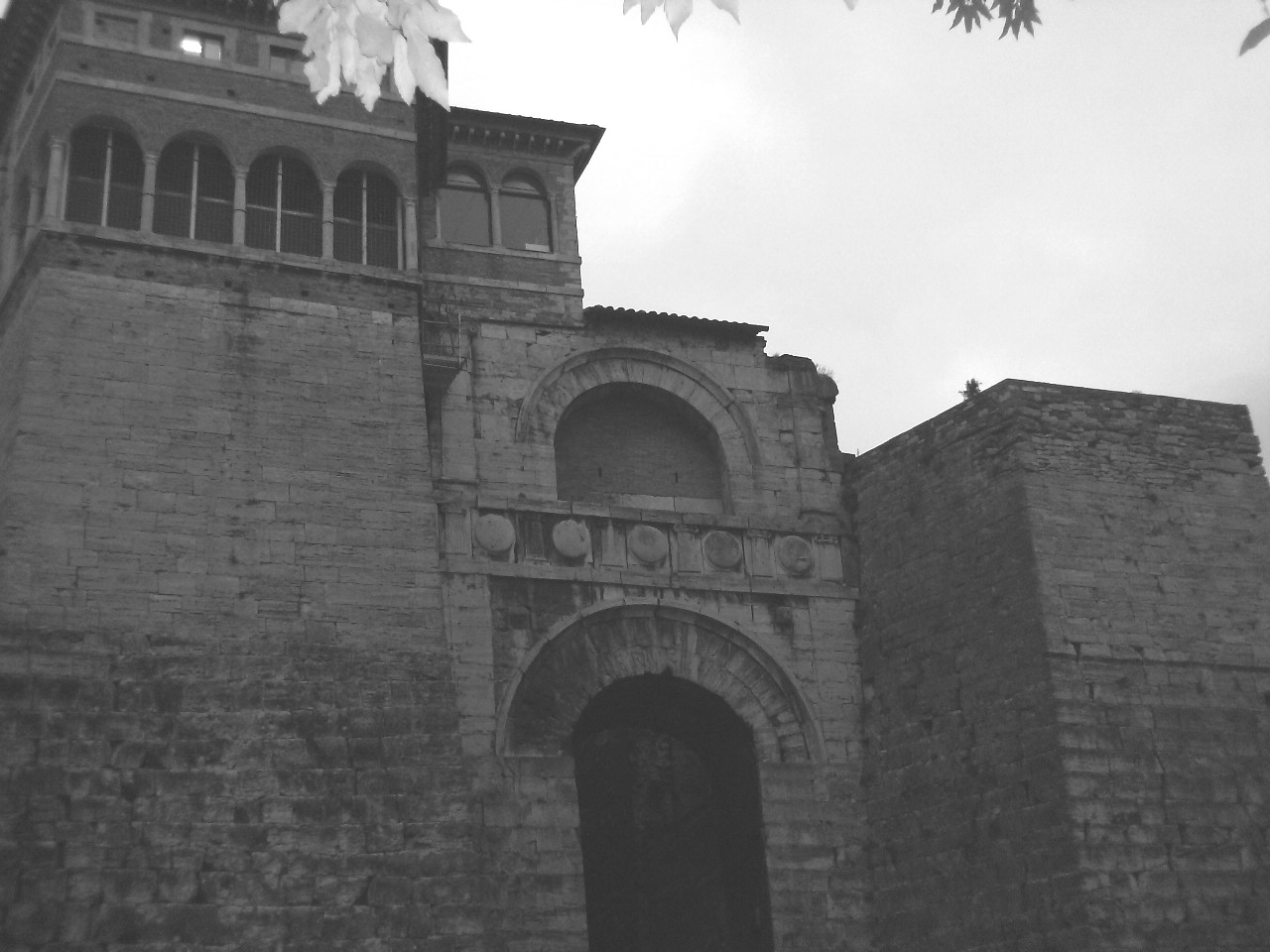
Perugia, Arco Etrusco

I primi insediamenti di cui siamo a conoscenza nel territorio risalgono ai secoli XI e X a.C., con la presenza di villaggi nei pressi delle falde dell'altura perugina e a partire dall'VIII secolo a.C. anche sulla sommità del colle dove sorgerà la città. Il rapido sviluppo di Perugia è favorito dalla posizione dominante rispetto all'arteria del fiume Tevere e dalla posizione di confine tra le popolazioni etrusche e umbre. Gli Umbri devono cedere all'affermarsi del popolo etrusco, attestandosi definitivamente a est del Tevere. Il vero e proprio nucleo di Perugia si forma intorno alla seconda metà del VI secolo a.C., ma vi erano anteriormente insediamenti villanoviani nell'area del colle perugino e dalla disposizione delle necropoli etrusche abbiamo una testimonianza indiretta dell'espansione del primo tessuto urbano. Perugia diventa in breve una delle 12 lucumonie della confederazione etrusca. Nel 310-309 a.C. forma una Lega insieme alle altre città etrusche scontrandosi con le truppe romane guidate da Quinto Fabio Massimo Rulliano; al termine della battaglia viene siglata una tregua, che non verrà rispettata, di 30 anni. Tito Livio IX 37.12, dal resoconto di Quinto Fabio Pittore.
La cinta muraria etrusca originaria oggi ancora visibile, viene edificata tra il IV e il III secolo a.C.: con una lunghezza di tre chilometri, racchiude il Colle Landone e il Colle del Sole sui quali si erge la città.

#### Gli eserciti e l'organizzazione militare
Considerata la loro organizzazione federale di città-stato, in caso di guerra gli eserciti erano reclutati su base cittadina e richiamando alle armi i cittadini secondo ricchezza e posizione sociale: di conseguenza composizione, equipaggiamento e aspetto degli eserciti doveva quindi variare molto. Le formazioni armate comprendevano corpi di opliti, di truppe leggere e di cavalleria, ognuno con i propri equipaggiamenti e con i propri compiti.

#### Abitazioni etrusche

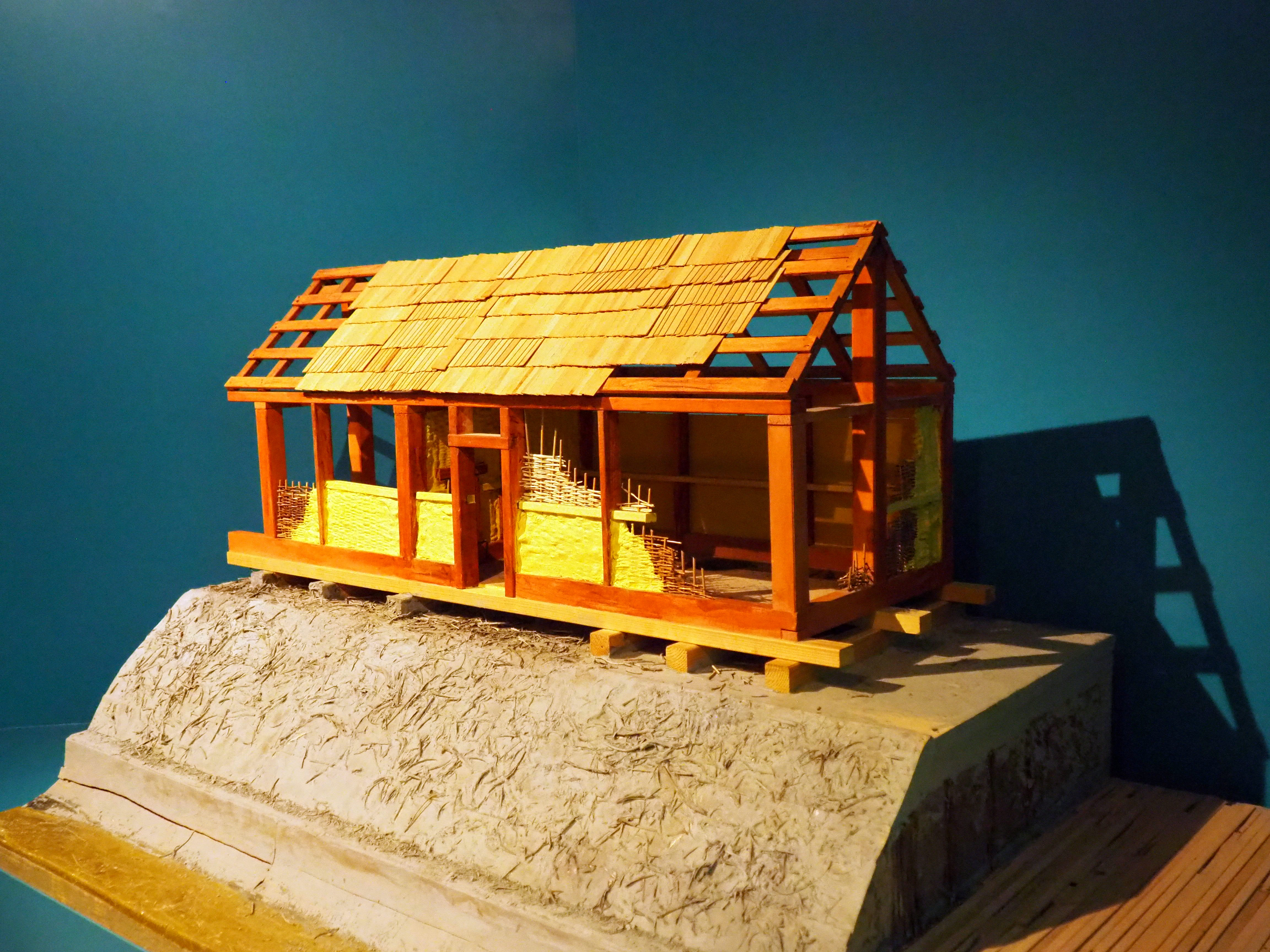
Museo archeologico nazionale di Adria, spazio espositivo, modello in scala della casa di un artigiano etrusco.

Le prime case degli Etruschi erano fatte in legno e fango; non ci sono quindi molti resti delle loro città di epoca villanoviana e orientalizzante. La maggior parte delle informazioni su questo popolo deriva dalle tombe, costruite in pietra: esse contenevano molti oggetti e spesso sulle loro pareti erano dipinte scene di vita quotidiana. Questi reperti ci dicono che la civiltà etrusca era ricca e raffinata.
Le abitazioni erano generalmente a pianta rettangolare, ripartite in più vani da muri portanti che poggiavano su fondazioni a secco in tufo, alberese o galestro a seconda delle disponibilità locali. I pavimenti erano generalmente in terra battuta e le murature a graticcio o in mattoni, con travi e pilastri portanti in legno. I tetti, a loro volta sostenuti da travi lignee, erano ricoperti da tegole in terracotta; in alternativa era praticata la tecnica del pisè, pressando argilla all'interno di casseri; tali muri erano più robusti e potevano essere portanti senza bisogno di aggiungere travi e pilastri.
Nel corso del periodo arcaico si assiste alla nascita di fondazioni abitative più stabili, che hanno lasciato evidente traccia di sé nelle città di Kainua a Marzabotto e a Gonfienti a Prato. Si tratta di edifici a pianta centrale, strutturati attorno a un portico aperto con impluvium e ambienti che spesso sul lato della strada principale venivano destinati a fondaci o attività commerciali.
Il modello su cui esse si strutturavano era quello a oggi definito come "domus pompeiana", non solo nella sua dislocazione ma anche nel suo effettivo funzionamento: le acque piovane venivano convogliate verso un pozzo nel cortile centrale o attraverso canalette alle zone esterne all'edificio.
I tetti erano realizzati con tegole e coppi, in maniera molto simile a come si può trovare attualmente in Toscana, ed erano dipinti e decorati da maschere con motivi "a palmetta" e antefisse. Sulla sommità venivano anche poste statue. Un gruppo di edifici arcaici che ha restituito simile decorazione architettonica è visibile in località Poggio Civitate (Murlo) e risale alla metà del VII secolo a.C.: in esso possiamo notare un lunghissimo fregio in terracotta e sculture acroteriali di alto pregio.

#### Stazioni termali
A Castelnuovo di Val di Cecina (località Il Bagno), al centro di un territorio ricco di sorgenti naturali normalmente sfruttato per la geotermia, è stato costruito dagli Etruschi, nell'epoca tardo-ellenica, il complesso di Sasso Pisano, che rappresenta uno dei pochi esempi di terme etrusche giunte fino a noi. Alla fase più antica (III secolo a.C.) risalgono i resti di un portico quadrangolare costituito da grandi blocchi regolari di calcare del posto e, un secolo dopo, vennero aggiunti due impianti termali ricoperti da un tetto in tegole. C'erano anche alcuni vani quadrangolari, forse destinati ai visitatori. Molto importante è anche il sistema idraulico, costruito per sfruttare l'acqua calda delle sorgenti vicine: avevano costruito dei piccoli canali per condurre l'acqua calda alle vasche e per alimentare la fontana aperta che era posta di lato. Abbandonato per quasi un secolo per i danni provocati da un terremoto dopo il 50 a.C., il complesso, in parte ristrutturato, rimase in uso fino alla fine del III secolo d.C., come confermano le 64 monete di bronzo di quell'epoca, recuperate in una delle vasche. Il bollo con l'iscrizione etrusca SPURAL (letteralmente "della città") HUFLUNAS rinvenuto sulle tegole del tetto dovrebbe testimoniare la destinazione pubblica delle terme: il complesso è forse da identificare con le AQUAE VOLATERRAE o le AQUAE POPULONIAE rappresentate nella TABULA PEUTINGERIANA, copia del Medioevo di una carta dell'età romana conservata presso la Biblioteca Nazionale di Vienna. È attualmente in corso un progetto rivolto alla costruzione, nell'area di ritrovamento, di un parco archeologico aperto ai visitatori, ai pellegrini e ai turisti.
Nel 2019 in prossimità del Bagno Grande a San Casciano dei Bagni (SI) è stato riportato alla luce, un santuario legato al culto delle acque termali; sorgenti tuttora esistenti. Lo scavo archeologico proseguito negli anni successivi ed attualmente in corso (2023), ha messo in evidenza un complesso termale fondato dagli etruschi e ristrutturato in epoca romana con una vita ininterrotta dal III sec. a.C. sino al V sec. d.C. Nel 2022 dal fondo delle acque dell'antica vasca termale sono emerse 34 statue di bronzo in perfetto stato di conservazione, ex voto e altri oggetti ed oltre cinquemila monete in oro, argento e bronzo molte delle quali fresche di conio. L'eccezionalità della scoperta (in corso di studio) getta nuove basi e spunti di ricerca sul rapporto tra Etruschi e Romani nel periodo di assoggettazione della cultura etrusca da parte della nascente potenza romana.

### Il ruolo della donna
Il ruolo delle donne accanto ai re etruschi è stato definito immenso e valorizzato appieno da Jacques Heurgon all'alba degli anni sessanta nell'opera La vie quotidienne chez les Étrusques, così ha scritto Henry-Paul Eydoux nel suo volume Les grandes dames de l'archéologie. Mettendo in primo piano la nobile Tanaquilla, l'Autore riporta che fu proprio lei a convincere il marito Tarquinio Prisco a lasciare Tarquinia per tentare la fortuna a Roma, considerato che lì non era persona grata, in quanto figlio di un immigrato di Corinto, da dove era stato esiliato per motivi politici. È stato ancora scritto della distanza degli Etruschi dal mondo greco e romano, che ritroviamo interpretata in letteratura, anche se deformando storia e archeologia in modi diversi, da Gabriele D'Annunzio nel 1910 in Forse che sì forse che no, che inserirà «nella sensibilità europea il primo accenno a cose etrusche», e da D.H. Laurence in Etruscan Places nel 1932, sedotto e convertito al Museo di Perugia proveniente dal Messico, per il quale «l'etrusco è soprattutto oppresso dal romano avido, brutale, ipocrita (...). Non si può danzare allegramente al suono del doppio flauto e conquistare il mondo per ammassare ricchezze... Etruschi è sinonimo di vita libera».
La donna nella società etrusca, diversamente dalla donna greca e in parte anche dalla donna romana, non si occupava solo delle attività domestiche. La rilevanza sociale della donna etrusca trova significative conferme nella documentazione archeologica e nelle storiografie latina e greca.
Nelle iscrizioni, la donna etrusca, al pari dell'uomo, appare fornita di formula onomastica bimembre - nome individuale o prenome + nome di famiglia o gentilizio - a partire dal VII secolo a.C. (ad esempio su un'olla di bucchero da Montalto di Castro, della fine del VII secolo a.C. si legge "mi ramunthas kansinaia" = "io (sono) di Ramuntha Kansinai", mentre su un vaso da Capua del V secolo a.C. si trova scritto "mi culixna v(e)lthura(s) venelus" = "io (sono) il vaso di Velthura Venel"). Come noto le donne romane erano invece individuate col solo nome gentilizio.
Nell'epigrafia etrusca, inoltre, relativamente ai figli, si registra accanto alla menzione del patronimico, anche quella del matronimico (ad esempio a Tarquinia sul sarcofago della Tomba dei Partunu, datata al III secolo a.C., si legge "Velthur, Larisal clan, Cucinial Thanxvilus, lupu aviils XXV" = "Velthur, di Laris figlio, (e) di Cuclnei Thanchvil, morto di anni 25"). Questa tradizione viene mantenuta in terra d'Etruria anche durante la prima età imperiale, come attestato da numerose iscrizioni latine (prevalentemente a Chiusi, Perugia e Volsinii).
La donna, inoltre, continuava a portare il proprio patronimico o il proprio nome anche da sposata (ad es. su un sarcofago da Tarquinia del V-I secolo a.C. si legge "Larthi Spantui, figlia di Larc Spantu, moglie di Arnth Partunu"). Per quanto si desume dalle iscrizioni di possesso su oggetti (vasi anche da simposio, statuette, fibule, ex voto) la donna, fin dal periodo orientalizzante, risulta, al pari dell'uomo, titolare di diritti reali: in qualche caso la donna risulta destinataria del dono (su un vaso del VI secolo a.C. si legge "mi(ni) aranth ramuthasi vestiricinala muluvanice" = "mi donò Aranth a Ramutha Vestiricinai"), in altri è la donna stessa a disporre di un proprio bene (ad es. su una fibula d'oro del 650 a.C. si legge "mi velarunas atia" = "io (sono) della madre di Velaruna").
Le iscrizioni di possesso femminile su oggetti d'uso, sotto un diverso profilo, dimostrano come la donna, nei ceti alfabetizzati (aristocratici, ma anche scribi e vasai), sapeva leggere e scrivere. La donna etrusca risulta titolare di tombe, sarcofagi e urne, così come mostrato dalle relative iscrizioni femminili o da coperchi di sarcofagi e urne con rappresentazione di recumbenti femminili. Si segnala inoltre il rinvenimento, in non pochi casi, di corredi pertinenti a deposizioni femminili di particolare rilevanza quantitativa e qualitativa (ad es. i corredi di "Culni" della Tomba dei Vasi Greci di Caere databile alla fine del VI secolo o all'inizio del V secolo a.C. e di "Larthia" della Tomba Regolini Galassi di Caere del 650 a.C.): l'importanza del corredo attesta chiaramente il prestigio sociale e la ricchezza della defunta.
Si ritiene che la donna fosse anche titolare di attività economiche: alcune iscrizioni arcaiche ("Kusnailise" su ceramica e "Mi cusul puiunal" su tegola di prima fase) ed ellenistiche (dei bolli volsiniesi con l'iscrizione "Vel numnal") sono da interpretare come firma della proprietaria della bottega. Dall'attribuzione da parte di Tito Livio (Storie, I, 34 e 39) a Tanaquilla (moglie del re etrusco di Roma Tarquinio Prisco) di capacità divinatorie («esperta qual era, come lo sono di solito gli Etruschi, nell'interpretazione dei celesti prodigi») si desume che anche le donne dell'aristocrazia potevano interpretare i segni degli dei.
La possibile esistenza di classi di sacerdotesse in Etruria è stata sostenuta da Massimo Pallottino (Studi Etruschi 3, 1929, p. 532) con riferimento al termine "hatrencu" (ad es. "Murai Sethra hatrencu" = "Sethra Murai, la sacerdotessa" su parete della Tomba delle Iscrizioni di Vulci del III-I secolo a.C.) e da Mauro Cristofani (Studi Etruschi 35, 1980 p. 681) con riferimento a "tameru". Che la donna potesse avere un ruolo anche in certe pratiche religiose è possibile ipotizzarlo attraverso l'analisi di alcuni sarcofagi, come quello di Londra al British Museum con defunta sdraiata e cerbiatto che si abbevera (Tarquinia - IV secolo a.C.). Il Trono della tomba 89/1972 a Verucchio, in provincia di Rimini, mostra, nella parte bassa, un uomo e una donna di altissimo rango trasportati in corteo, su carri imponenti, verso un luogo recintato e all'aperto dove si svolge un rito, forse un sacrificio, gestito da due sacerdotesse alla presenza di guerrieri armati di elmo e lancia, e nella parte alta numerose donne intente a varie attività, tra cui quella del lavoro su alti e complessi telai.
Viene riferita un'epigrafe (su sepolcro da Tarquinia del IV-III secolo a.C.) che attesterebbe addirittura una donna magistrato: “il giudice Ramtha è stata moglie di Larth Spitus, è morta a 72 anni, ha generato 3 figli”.
Aristotele (IV secolo a.C.) afferma che «gli Etruschi banchettano con le loro mogli, sdraiati sotto la stessa coperta» (Fragm. 607 Rose). L'iconografia etrusca (cfr., ad es., il Sarcofago cd. degli Sposi da Caere del VI secolo a.C., esposto al Museo di Villa Giulia in Roma; le pitture della Tomba dei Leopardi del V secolo a.C. e della Tomba della Caccia e della Pesca del VI secolo a.C. di Tarquinia; l'Urna cd. degli Sposi Anziani del II-I secolo a.C., esposta al Museo Guarnacci in Volterra) in effetti dimostra che le donne dell'aristocrazia partecipavano ai banchetti, sdraiate accanto agli uomini o sedute su un trono a fianco del letto, e tale partecipazione ne denota il ruolo nella società. Per converso deve essere ricordato che in Grecia le uniche donne ammesse ai banchetti erano le etere (prostitute). La partecipazione delle donne ai banchetti con gli uomini fu oggetto di pesante censura in termini di immoralità da parte degli autori greci (in particolare Teopompo, scrittore della metà del IV secolo a.C.); tale opinione fu in parte determinata da un atteggiamento di incomprensione, dovuto al ben diverso ruolo sociale attribuito alla donna greca specialmente nel periodo classico, e in parte all'ostilità verso un popolo nemico che in passato aveva a lungo contrastato i Greci.
Il ritrovamento in deposizioni femminili (per quanto è dato desumere dai relativi corredi) di coppie di morsi di cavallo (a Bologna, Veio) e di carri (a Veio, Marsiliana, Vetulonia) sottolinea il prestigio e al tempo stesso la libertà di movimento delle donne dell'aristocrazia etrusca. La partecipazione della donna etrusca a manifestazioni pubbliche è testimoniata dalle pitture della tomba Tarquinese delle Bighe (fine VI secolo - primi V secolo a.C.) in un fregio che corre su tutte e quattro le pareti della camera funeraria sono raffigurate varie gare sportive: lotta, pugilato, salto, lancio del disco, lancio del giavellotto, corsa di bighe. Il pubblico, seduto su quattro tribune (poste agli angoli delle parete di fondo con quelle laterali), è rappresentato da uomini e donne (matrone con velo e giovinette con tutulus). Nella tribuna raffigurata sulla parete destra, in particolare, una matrona con velo (forse una sacerdotessa) è rappresentata in prima fila e due giovinette, più arretrate, assistono ai giochi tra degli uomini. La matrona con un gesto solenne sembra dare inizio alla gara delle bighe.
Il commediografo latino Plauto (III-II secolo a.C.) allude, attraverso le parole dello schiavo Lampadione, all'uso diffuso tra le donne etrusche di prostituirsi per procurarsi la dote (Cistellaria 296-302): "Io ti chiamo per ricondurti tra le ricchezze, e sistemarti in una doviziosa famiglia, dove avrai da tuo padre ventimila talenti per dote. Perché la dote non la debba fare qui da te, seguendo la moda etrusca, prostituendo vergognosamente il tuo corpo!". Anche per il riferimento alla prostituzione che sarebbe stata praticata dalle donne etrusche valgono le considerazioni già svolte a proposito della partecipazione femminile ai banchetti a proposito degli autori greci. Sappiamo semmai da fonti storiche (Gaio Lucilio - II secolo a.C.) fa riferimento a "le cortigiane di Pyrgos": apud Servio, Ad Aeneid., R, 164), e in parte anche archeologiche, che in Etruria la prostituzione veniva praticata nella sua forma più "nobile": la prostituzione sacra (diffusa in Siria, Fenicia, Cipro, Corinto, Cartagine, Erice). Il santuario del porto di Pyrgi (odierna Santa Severa) era costituito da due templi principali, uno greco e uno tuscanico più recente, racchiusi da un recinto sacro che lungo un lato presentavano tante piccole cellette che forse servivano appunto per la prostituzione sacra. Come noto, le prostitute sacre offrivano se stesse ai pellegrini e ai viaggiatori per sostenere le spese del tempio e incrementarne le ricchezze.

### Alte cariche dello Stato
- L'Assemblea dei rappresentanti dei nobili, controlla le decisioni del lucumone;
- Il lucumone, re di ogni città-stato, più tardi sostituito dagli zilath;
- Gli zilath, magistrati eletti annualmente in epoca più avanzata (riconducibili alla carica dei pretori romani).

Simbolo del potere etrusco, poi esportato a Roma dal quinto re Tarquinio Prisco, furono gli anelli, lo scettro, il paludamentum, la trabea, la sella curule, le faleree, toga pretesta e i fasci littori. Ancora agli Etruschi si deve il primo trionfo celebrato su un cocchio dorato a quattro cavalli, vestito con una toga ricamata d'oro e una tunica palmata (con disegni di foglie di palma), vale a dire con tutte le decorazioni e le insegne per cui risplende l'autorità del comando.

### Abbigliamento

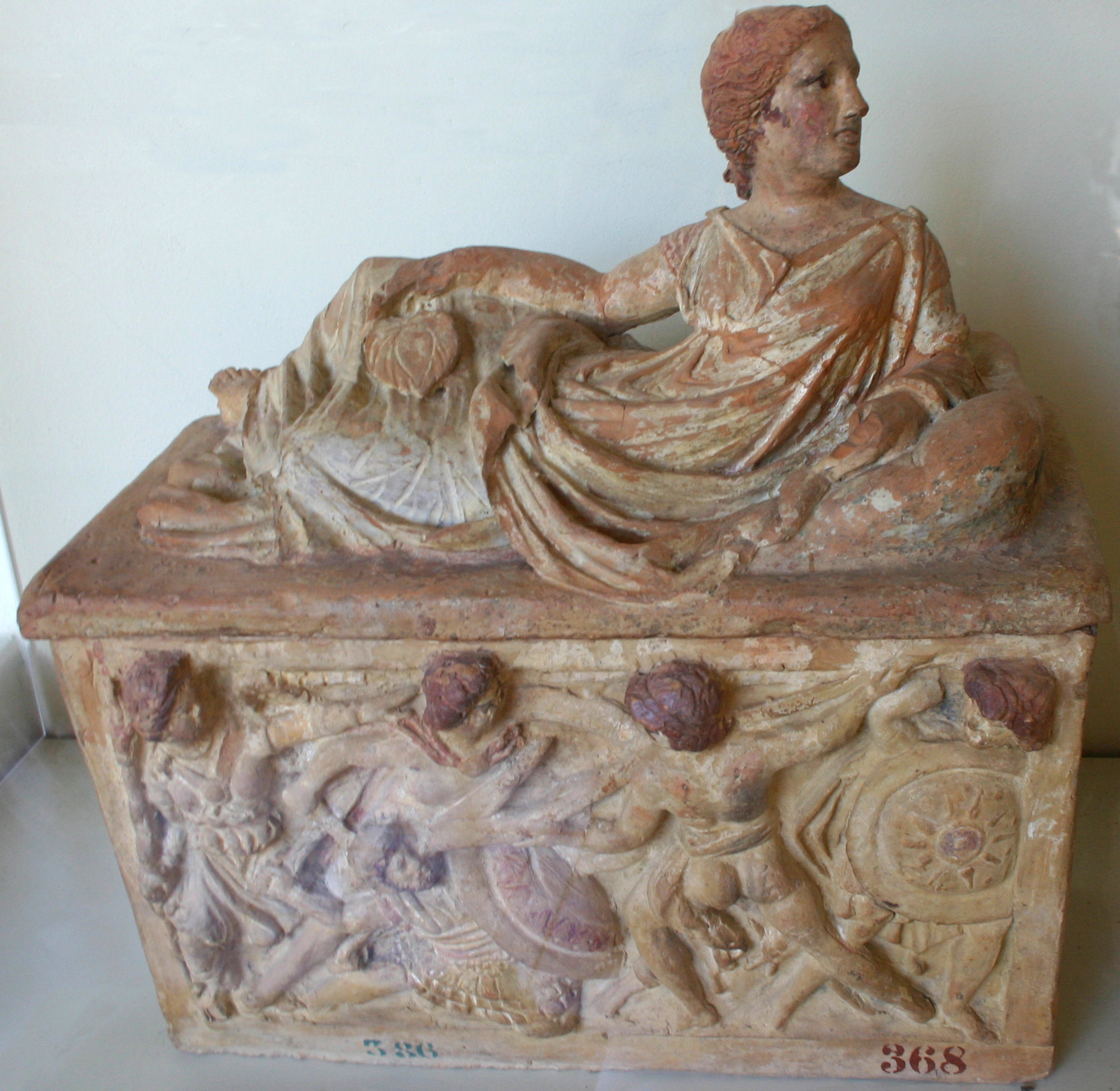
Urna etrusca policroma conservata nel Museo archeologico nazionale dell'Umbria.

Nell'abbigliamento etrusco, i principali tessuti erano la lana, generalmente molto colorata, e il lino, usato nel suo colore naturale. Gli Etruschi usavano abiti adatti per entrambi i sessi, accanto ad altri tagliati espressamente per uomo o per donna.
Un indumento solamente maschile era il perizoma, simile a calzoncini, mentre sia uomini sia donne, specialmente se avanti negli anni, indossavano indifferentemente lunghe tuniche, talvolta abbinate a un cappello. Gli Etruschi inoltre mostravano particolare interesse per le calzature, realizzate in cuoio o in stoffa ricamata. Molto eleganti erano dei sandali con la punta all'insù dall'aspetto orientale. Il sandalo con base in legno aveva una snodatura al centro che permetteva di piegare il piede. L'eleganza degli Etruschi era proverbiale, tanto che il motto "vestire all'etrusca" fu in voga fra i romani per indicare grande raffinatezza. Dai rinvenimenti si sa che ricamassero tessuti a filo d'oro.
Le donne, ma anche gli uomini, impreziosivano l'acconciatura e l'abito con gioielli di raffinata fattura (diademi, orecchini, braccialetti, anelli e fibule). I gioielli erano di bronzo, d'argento, d'elettro e d'oro. L'elettro era una lega molto usata d'argento e oro.

### Alimentazione
L'ingrediente base per l'alimentazione etrusca fu per molto tempo la farina di farro, un tipo di grano facilmente coltivabile. Prima di essere usati come cibo, i chicchi di farro dovevano essere torrefatti, per togliere loro la gluma (una specie di pellicina che li ricopre) ed eliminare l'umidità.
Con la farina di farro venivano preparate pappe e farinate, bollite con acqua e latte. L'alimentazione degli Etruschi prevedeva, oltre ai cereali, anche varie specie di legumi, come lenticchie, ceci e fave.
Nonostante l'alimentazione basata su cereali e legumi fornisse tutte le principali sostanze nutritive, essa veniva integrata con la carne di maiale, la selvaggina, il cinghiale, la carne di pecora e tutti i prodotti derivati dal latte. Molto apprezzato era anche il pesce, in particolar modo presso Populonia e Porto Ercole.
Gli Etruschi conoscevano inoltre la forchetta: ne sono state rinvenute simili a quelle odierne, con i quattro rebbi incurvati, ma con un fusto sottile cilindrico e una pallina in cima. Si suppone però che l'uso non fosse individuale ma servisse a fermare la carne per tagliarla nel piatto di portata.

### Medicina
Gli Etruschi possedevano una buona conoscenza della medicina, esemplificata dalle nozioni di anatomia e fisiologia, dalla pratica della trapanazione cranica e delle protesi dentarie in oro, evidenziate dai resti umani e dalle terrecotte. Le sezioni anatomiche delle terrecotte votive mettono in risalto molti organi interni, come il cuore e i polmoni. Sorprendenti sono gli uteri contenenti all'interno una pallina, che potrebbero risultare la più antica raffigurazione di vita intrauterina della storia.

### Giochi e passatempi
Diversi sono i giochi e i passatempi etruschi di cui si è tramandata testimonianza, anche grazie alle pitture rinvenute nelle tombe, come il cottabo (gioco d'abilità con anche valenze erotiche), una sorta di corrida (attestata nella Tomba degli Àuguri a Tarquinia), il gioco della pertica (paragonabile all'albero della cuccagna).

## Religione
(Tito Livio, Ab Urbe Condita, V, 1)
Politeisti, gli Etruschi attribuivano alla religione un ruolo centrale sia nella vita privata che in quella pubblica. Fulcro della vita religiosa era il tempio, che si sviluppò in modo autonomo e con caratteristiche peculiari rispetto ai templi di tradizione greca. I templi etruschi erano eretti sia in contesti urbani (in particolare sulle acropoli), sia in luoghi di culto extraurbani (come il Santuario di Portonaccio a Veio), sia in punti di frequente transito (porti e valichi). Le preghiere, i sacrifici e le libagioni, eseguite nei templi e negli altari (anche di uso domestico), miravano a ottenere la benevolenza degli dei.
La centralità della religione nella vita quotidiana degli Etruschi emergeva soprattutto dal punto di vista ritualistico e superstizioso: si credeva che il rigido rispetto delle norme religiose favorisse il benessere della persona e dello Stato e che attraverso l'interpretazione di "segni" divini (divinazione) fosse possibile determinare la volontà degli dei, conformando ad essa le scelte concernenti sia la sfera privata che quella pubblica. Tale interpretazione era compito di specifiche figure sacerdotali:
- àuguri (in latino augures): sacerdoti che interpretavano la volontà divina attraverso lo studio del volo degli uccelli (pratica più comunemente diffusa fra i romani);
- aruspici (in latino haruspices): sacerdoti che dissezionavano e indagavano le viscere (fegato e intestino) degli animali;
- folgorali (in latino fulguratores): sacerdoti specializzati nell'interpretazione dei fulmini.

L'insieme delle complesse norme religiose etrusche era racchiuso in quella che i Romani definirono Etrusca disciplina.

### Il divino
Il rapporto tra l'uomo etrusco e il divino era dominato dal timore (in latino metus). L'individuo, nella concezione etrusca, era in un rapporto di totale sottomissione di fronte alla volontà degli dei, che poteva solamente comprendere e subire. Erano gli dei, infatti, a stabilire il destino degli uomini (e anche quello degli Stati). Unica opportunità concessa agli uomini era quella di scrutare e prevedere anticipatamente il destino attraverso l'individuazione e l'analisi dei segni che gli dèi mandavano periodicamente sulla terra; era inoltre possibile tentare di alterare in minima misura il destino compiendo atti idonei a compiacere le divinità. Infine era necessario osservare rigide regole comportamentali per non recare offesa agli dèi.

### Le divinità
Poco si conosce degli dèi etruschi durante le fasi più antiche della loro civiltà. Parallelamente ad altre culture del Mediterraneo è probabile che fossero inizialmente concepiti come entità dall'aspetto interamente o parzialmente animale, poste a controllo di ogni manifestazione della natura e dei destini degli uomini. È solo con la fase orientalizzante (durante il VII sec. a.C.) che, sotto l'influsso culturale dei Greci, le divinità etrusche assumono un aspetto antropomorfo.
I tre dèi più importanti sono: Tinia (che corrisponde a Giove/Zeus), la sua sposa Uni (Giunone/Era) e loro figlia Menrva (Minerva/Atena). Altri dèi importanti sono: Aplu (Apollo), Turms (Mercurio/Ermes), Turan (Venere/Afrodite), Laran (Ares/Marte), Fufluns (Bacco/Dioniso), Nethuns (Nettuno/Poseidone) e Voltumna, cui era dedicato il santuario federale dei dodici popoli etruschi (fanum Voltumnae) presso Volsinii (Orvieto). Oltre agli dèi superi esistevano anche divinità infere (in particolare Aita, corrispondente a Dis Pater/Plutone/Ade della religione greco-romana, e Phersipnei equivalente a Proserpina/Persefone, sua sposa) e demoni dell'oltretomba, tra cui le Vanth e i Charun.

### La divinazione
Nella cultura etrusca la divinazione occupava un ruolo fondamentale. Essa si basava sul concetto di predestinazione, secondo il quale la vita di ogni essere vivente era stata scritta dagli dèi fin dalla nascita. L'arte divinatoria permetteva all'uomo etrusco di individuare, attraverso lo studio di segni specifici, la volontà divina - e quindi il proprio destino - solo per adeguarvisi.
La divinazione etrusca si divide in due branche principali:
- l'aruspicina, ovvero l'interpretazione della volontà divina attraverso lo studio delle viscere animali, più precisamente fegato (epatoscopia) e intestino (estispicio);
- la dottrina dei fulmini, ovvero l'interpretazione dei fulmini.

Contrariamente a quanto si è soliti pensare, l'arte divinatoria augurale (ovvero lo studio del volo degli uccelli), pratica tipica dei sacerdoti romani, non era tenuta molto in considerazione presso gli Etruschi.
L'arte divinatoria si basava sulla determinazione del templum, lo spazio sacro che rifletteva la suddivisione del cielo. Secondo gli Etruschi la volta celeste è attraversata idealmente da due rette perpendicolari: cardo (nord-sud) e decumano (est-ovest). Queste due rette dividono la volta celeste in quattro principali settori: prendendo l'osservatore come centro ideale del sistema e guardando in direzione sud si delimita davanti a lui la pars àntica (parte anteriore), mentre alle spalle dell'osservatore, verso nord, è la pars postica (parte posteriore). Allo stesso modo si delimita a ovest la pars hostilis o pars occidentalis o pars dextra, mentre a est è la pars familiaris o pars orientalis o pars sinistra. Ogni quadrante (formato dall'intersezione delle due rette) veniva diviso in altri quattro settori, per un totale di 16 settori, ognuno dei quali costituiva la sede di una divinità diversa: nel quadrante nord-est dimoravano le divinità più favorevoli (fra cui Tinia e Uni), mentre i settori del quadrante nord-ovest erano i più infausti, ed erano dedicati ai demoni dell'oltretomba; infine, i quadranti sud-ovest e sud-est erano le dimore delle divinità terrestri e della natura. A seconda del settore del cielo in cui apparivano fulmini, meteore o altri prodigi, il sacerdote risaliva alla divinità che governava quel settore e che, quindi, aveva scatenato il segno (stabilendo in questo modo se era di buon auspicio o meno), per poi cercare di dare un'interpretazione più concreta della volontà divina in base alla descrizione del prodigio e alle circostanze in cui si era verificato. La suddivisione della volta celeste si proiettava, poi, sugli elementi della terra, grazie alla stretta correlazione tra macrocosmo e microcosmo, punto cardine della religione etrusca; quindi anche il fegato degli animali sacrificati rifletteva lo schema celeste e veniva idealmente suddiviso in settori dedicati alle varie divinità, le cui volontà venivano interpretate per mezzo delle particolarità osservate, come anomalie, cicatrici o altri segni particolari.
Il peculiare ruolo assegnato dagli Etruschi alla divinazione era guardato con curiosità e forse con sarcasmo dai Romani, come suggerisce un passo di Seneca:
(Seneca, Quaestiones naturales, II, 32.2)

### Libri sacri e riti etruschi
Con il termine latino Etrusca disciplina si intende il complesso di norme e dottrine che regolavano la religione etrusca, per lo più raccolte in una serie di libri costituenti una sorta di "sacra scrittura". Le scarse notizie sulla disciplina degli Etruschi si devono agli autori romani (come ad esempio Cicerone), poiché tutti gli scritti etruschi sono andati perduti.
(Cicerone, De divinatione, I, 72)
I libri principali sono pertanto tre, i primi due relativi ai due rami della divinazione etrusca, il terzo probabilmente costituente una collazione di libri diversi relativi ai rituali religiosi:

#### Libri Haruspicini
Sono chiamati anche Libri Tagetici, da Tagete, il giovane semidio figlio di Genio e di Tinia emerso dal solco di un aratro nella campagna di Tarquinia e da lui rivelati agli Etruschi. Questi libri trattavano l'interpretazione dei segni divini attraverso lo studio delle viscere animali (aruspicina).

#### Libri Fulgurales
(Ammiano Marcellino, Res Gestae libri XXXI, 17, 10, 2)
Sono chiamati anche Vegonici, dal nome della ninfa Vegoia da cui avrebbero avuto origine. In essi si trattava lo studio dei fulmini. Il fulmine era considerato il segno divino più importante, poiché era la manifestazione materiale del dio Tinia. A seconda della parte del cielo da cui veniva scagliato (Tinia poteva usufruire di tutti i settori della volta celeste e addirittura delegare altre divinità), del colore, della distanza, della forma e di altri aspetti, si cercava di interpretarne il significato. Importante era anche il numero dei fulmini scatenati; Tinia, infatti, disponeva di tre folgori: la prima veniva considerata un semplice avvertimento; la seconda era segno di minaccia; la terza, più potente, significava distruzione certa.

#### Libri Rituales
Essi contenevano l'elenco e una descrizione scrupolosa e dettagliata dei riti religiosi da seguire in particolari occasioni. Tipico era il rito di fondazione di una città: dapprima si tracciavano con il lituo (bastone ricurvo in cima usato dalle massime autorità e dai sacerdoti) due rette perpendicolari (Cardo e Decumano), formando quella che veniva chiamata croce sacrale, al cui centro (nel punto esatto di incontro delle due rette) veniva scavata una fossa (considerata come la porta di collegamento tra il regno dei vivi e quello dei morti) e ricoperta da lastre di pietra. Proprio nel punto esatto della fossa, il sacerdote, rivolto verso Sud, doveva pronunciare la seguente formula: "Questo è il mio davanti, questo il mio didietro, questa la mia sinistra, questa la mia destra". Poi veniva tracciato il perimetro della città utilizzando un vomere di bronzo e prestando attenzione affinché le zolle di terra sollevate ricadessero all'interno (segnando il punto dove sarebbero state erette le mura, mentre il solco ne segnava il vallo). In corrispondenza delle porte cittadine il vomere veniva sollevato. Ogni città doveva avere un minimo di tre porte: una dedicata al dio Tinia, uno alla dea Uni e la terza alla dea Menrva (in onore dei quali dovevano essere dedicati altrettanti templi e altrettante strade). La porta a Est veniva considerata di buon auspicio; per contro, la porta a Ovest era la porta infausta (da lì venivano fatti passare i condannati a morte). Subito all'interno e all'esterno delle mura perimetrali vi era una striscia di terra chiamata pomerio dove era vietato sia coltivare sia edificare. Infine, all'interno della città le strade venivano tracciate parallele alla croce sacrale, cosicché da formare un reticolato (tipo scacchiera) dove ogni quadrato corrispondeva a un isolato.
Parte integrante dei Libri Rituales sono:
- Libri Acherontici, sul mondo dell'oltretomba e sulle norme che lo guidano.

(Arnobius, Adversus Nationes Libri VII, II, 62.1)
Contenevano verosimilmente la descrizione dei vari passaggi che lo spirito del defunto doveva affrontare una volta giunto nell'oltretomba, con le formule da pronunciare e gli atti da svolgere per proseguire il cammino verso la propria dimora eterna, al fine di elevare lo stato del defunto fino a renderlo in comunione con gli dei. Contenuto e funzione sarebbero dunque analoghi ai Testi dei Sarcofagi e al Libro dei Morti caratteristici della religione egiziana.
- Libri Fatales, sulla suddivisione del tempo e la durata del ciclo vitale dell'uomo e di uno Stato. Secondo la credenza etrusca, la vita di ogni essere vivente era divisa in cicli di sette anni ciascuno (chiamati Settimane), per un massimo di dodici cicli (84 anni). La vita media dell'uomo etrusco arrivava circa fino a dieci cicli (70 anni) e nell'ultimo anno di ogni ciclo (considerato il più critico) si doveva prestare particolare attenzione ai segnali divini. Anche la durata degli Stati era stabilita a priori dagli dei, ed era suddivisa in cicli chiamati Secoli, la cui durata non era di cento anni l'uno, ma cambiava di volta in volta (erano sempre gli dei a deciderlo). Uno Stato poteva durare al massimo dieci cicli. Al termine di ogni ciclo gli dei mandavano segni chiari e ben precisi, come il passaggio di una cometa, epidemie, o altre calamità. A quel punto gli Etruschi capivano che un'era (o secolo) era passata e stava per cominciarne un'altra.
- Ostentaria, sull'interpretazione dei prodigi.

L'Etrusca disciplina era tenuta in grande considerazione presso i Romani, tanto che questa letteratura sacra etrusca fu tradotta in latino.

### Riti funebri
Dopo la morte il corpo del defunto era lavato, vestito, sistemato su un letto con la testa sollevata e cosparso di unguenti profumati. Aveva quindi inizio la fase di esposizione del cadavere (in greco próthesis), cui partecipavano i parenti più stretti e le prefiche, donne pagate per compiangere il defunto cantando nenie (lamenti funebri) e innalzando lodi in suo onore accompagnate dal suono della tibia, a volte graffiandosi la faccia e strappandosi ciocche di capelli. Seguiva il trasferimento del corpo al sepolcro su un carro funebre (in greco ekphora), scortato dalla processione dei parenti e dalle prefiche. Nelle famiglie eminenti il funerale comprendeva esibizioni musicali accompagnate da danze e lo svolgimento di giochi commemorativi: gare atletiche (Tomba degli Àuguri, Tomba delle Bighe, Tomba del Colle Casuccini, Tomba delle Olimpiadi, Tomba di Poggio al Moro, Tomba della Scimmia), corse di carri (Tomba delle Bighe, Tomba delle Olimpiadi, Tomba del Colle Casuccini, Tomba di Poggio al Moro, Tomba della Scimmia), giochi cruenti (Tomba degli Àuguri, Tomba delle Olimpiadi).

### Escatologia
Nella religione etrusca la morte e il destino ultimo dell'anima rivestivano un'importanza fondamentale. Allo stesso modo dei Latini e dei Greci, gli Etruschi credevano nell'esistenza di un Oltretomba destinato a contenere gli spiriti dei trapassati, immaginato non come uno spazio immateriale ma come un mondo reale e complesso. La presenza di pozzi sacri nei quali erano gettate o versate offerte solide e liquide per gli dèi dell'oltretomba e le analoghe notizie contenute nelle fonti antiche relative al mundus, varco di collegamento con il mondo infero che era aperto al momento della fondazione di una città (ed esistente anche a Roma), chiariscono che secondo le concezioni etrusche il mondo ultraterreno si trovava nel sottosuolo, non diversamente dagli Inferi romani o dall'Ade greco.

#### Il viaggio ultraterreno
L'esistenza dei Libri Acherontici sopra ricordati, il cui nome richiama l'Acheronte, fiume dell'Ade ben noto alla tradizione greco-romana, conferma la somiglianza tra la visione dell'aldilà etrusco e quella delle religioni classiche, suggerendo inoltre che la complessità e i pericoli del mondo ultraterreno erano considerati tali da necessitare, per essere affrontati, di appositi libri rituali contenenti verosimilmente formule e descrizioni accurate di ogni passaggio che lo spirito del defunto doveva affrontare nel suo viaggio ultraterreno verso la propria sede eterna (in questo accostandosi fortemente al Libro dei Morti e ai Testi dei Sarcofagi di tradizione egizia). Scene figurate in cui sono state riconosciute rappresentazioni del viaggio del defunto attraverso gli Inferi sono contenute, ad esempio, nella Tomba Campana di Veio (fine del VII sec. a.C.), in cui i defunti, nudi e a cavallo, attraversano un paesaggio connotato da elementi vegetali fantastici guidati da demoni psicopompi di aspetto umano ma di dimensioni maggiori (quello più avanzato porta un'arma che ricorda quella del Charun, l'altro regge le briglie e ha una lunga chioma che lo può caratterizzare come demone femminile, e dunque come Vanth); sono presenti inoltre fiere simili a leoni e pantere, di varia forma e dimensioni, tra cui si distingue una sfinge con testa umana. I cavalli su cui sono trasportati i defunti si dirigono simbolicamente verso la porta che separa la prima dalla seconda camera, più interna, della tomba. Una scena apparentemente analoga è nel timpano della parete di fondo della prima camera della Tomba della Caccia e della Pesca a Tarquinia (fine VI sec. a.C.), con l'aggiunta di due servitori che seguono i cavalieri portando oggetti e selvaggina necessari al lungo viaggio. Nella Tomba del Cardinale di Tarquinia (III sec. a.C.) una defunta è trasportata su un calesse tirato da due demoni psicopompi alati (apparentemente due Vanth); altrove nella stessa tomba i Charun guidano i defunti che avanzano a piedi. Nella Tomba del Tifone (II sec. a.C.), sempre a Tarquinia, un demone munito di grande torcia accesa (una Vanth?) guida un corteo di togati accompagnati da un altro demone dalla pelle di colore blu (presumibilmente un Charun).

#### Abitanti dell'oltretomba

##### Divinità
Gli Inferi etruschi sono governati da una coppia di sovrani, spesso rappresentati in trono, Aita e Phersipnei. Altri nomi attestati sembrano comunque richiamare queste due figure, allo stesso modo in cui in latino il sovrano dell'oltretomba viene definito indifferentemente Dis Pater o Pluto (Plutone).
- Aita (Ade): è il sovrano degli Inferi, rappresentato come un dio barbuto con peculiare copricapo ricavato dalla testa di un lupo. La sua compagna è Phersipnei (Persefone).
- Cavatha: divinità dell'oltretomba assimilabile a Phersipnei, ricordata come consorte del dio Śuri.
- Manth: divinità dell'oltretomba assimilabile ad Aita. Dal suo nome deriva quello della città di Mantova.
- Phersipnei (Persefone): regina dell'oltretomba e moglie del dio Aita; è rappresentata come una giovane donna tra i cui capelli si agitano serpi.
- Śuri: divinità dell'oltretomba assimilabile ad Aita. Il suo nome significa probabilmente "l'Oscuro" e corrisponde quasi certamente a Soranus, divinità minore del pantheon romano il cui centro di culto era posto sul Monte Soratte, che da lui prende il nome. La sua compagna è Cavatha.
- Tifone: un titano di tale forza da aver sconfitto provvisoriamente lo stesso Zeus. Colpito da quest'ultimo al momento di scagliare la Sicilia contro il re dell'Olimpo, fu schiacciato dal peso della terra sollevata e rimase prigioniero nel sottosuolo; la sua furia si manifesta nel vulcanismo. Per tali ragioni può essere considerato una delle divinità infere e come tale rappresentato nella Tomba del Tifone di Tarquinia mentre sorregge il soffitto della tomba.
- Tritone: a differenza del Caronte greco, vecchio demone canuto, la figura del traghettatore degli spiriti attraverso le paludi dell'Oltretomba sembra impersonata da un mostro alato con aspetto umano nella parte superiore ma con le gambe in forma di coda di pesce, la cui rappresentazione è analoga a quella del Tritone della tradizione classica. Regge solitamente un timone con atteggiamento minaccioso. Si ritrova rappresentato, ad esempio, nella Tomba dei Rilievi di Cerveteri, nella Tomba della Sirena di Sovana e in urne e sarcofagi.

##### Demoni
Caratteristica della religione etrusca è l'importanza data alle figure demoniache che abitano l'aldilà, frequentemente rappresentate attorno agli spiriti dei defunti durante il loro viaggio ultraterreno oppure presenti in scene relative ad uccisioni, dove hanno la funzione di preannunciare l'infausto destino che attende il personaggio soccombente. Un altro dato peculiare è la frequente moltiplicazione di Vanth e Charun nelle scene figurate, a indicare che non si tratta di singole entità demoniache ma di classi di demoni.
- Achrumune: demone alato dalla pelle bluastra, armato di ascia. Il nome sembra contenere la stessa radice del termine Acheronte: Ach(e) rumune potrebbe pertanto essere il signore o il guardiano del fiume Acheronte. Riprodotto nella Tomba dei Caronti di Tarquinia.
- Cerbero: celebre cane mostruoso a tre teste che vive negli Inferi. Si trova rappresentato nella Tomba dei Rilievi di Cerveteri.
- Cerun (Gerione): mostro con l'aspetto di un uomo con tre teste. Compare nella Tomba dell'Orco di Tarquinia.
- Charun (Caronte): demone con volto mostruoso e pelle bluastra, spesso raffigurato alato; è armato di un lungo martello, nella Tomba dei Caronti di Tarquinia anche di una spada corta. Pur essendo etimologicamente connesso con il Caronte greco non ha la funzione di traghettatore degli Inferi ma appare come un semplice psicopompo. Il martello ha la probabile funzione di percuotere gli spiriti che si ribellano alle sue indicazioni durante il viaggio ultraterreno.
- Tuchulcha: spaventoso demone alato il cui volto è composto da parti di bestie diverse, tra cui il becco di un rapace. Nelle mani tiene due serpenti barbuti. Nella Tomba dell'Orco di Tarquinia è posto a guardia di Teseo e Piritoo e non sembra pertanto avere un ruolo psicopompo.
- Vanth: demone alato con l'aspetto di una giovane donna; sostiene generalmente una torcia accesa con cui guida benevolmente gli spiriti nell'aldilà.

##### Spiriti illustri
- Achmemrun (Agamennone): re di Micene e comandante delle forze greche durante la Guerra di Troia, raffigurato nella Tomba dell'Orco di Tarquinia.
- Aivas (Aiace): eroe greco durante la Guerra di Troia, raffigurato nella Tomba dell'Orco di Tarquinia.
- Piritoo: compagno di Teseo, è costretto all'immobilità negli Inferi per aver tentato di rapire Persefone; è raffigurato nella Tomba dell'Orco di Tarquinia.
- Teriasal (Tiresia): è il celebre indovino cieco dipinto nella Tomba dell'Orco di Tarquinia con la didascalia hinthial Teriasals ("ombra di Tiresia").
- These (Teseo): re di Atene sceso nell'Ade per rapire Persefone. Nella Tomba dell'Orco appare seduto di fronte al compagno Piritoo, impossibilitato a muoversi come punizione per il suo vano tentativo.

## Economia

Territori etruschi, zone d'influenza etrusche e i grandi assi di diffusione dei prodotti etruschi.

Plinio il giovane descrive l'Etruria, dalla sua residenza di Città di Castello in questo modo: 
(Gaio Plinio Cecilio Secondo)
Vari poeti hanno spesso decantato l'Etruria come un territorio opulento, fertile e ricco, per l'abbondanza di fauna, la ricchezza dei raccolti e delle vendemmie. Questo non valeva per alcune aree costiere e interne: l'attuale Maremma e la Val di Chiana erano infatti malsane e paludose, fonti di continue epidemie malariche e difficili da coltivare, per questo i re etruschi investirono molte risorse al fine di avviare una completa bonifica dei loro territori e di quelli vicini; la stessa Roma subì un'importante opera di risanamento attraverso opere di canalizzazione e drenaggio, creazione di cisterne e fogne.

### Produzione cerealicola
L'Etruria diventa un importante produttore di cereali già nel V secolo a.C. Roma mostra una forte dipendenza dal grano prodotto dagli Etruschi, specialmente da quello di Chiusi e Arezzo. Da Plinio il Vecchio si viene a conoscenza che tra i grani prodotti vi era il siligo usato principalmente per la produzione di pane, focacce e pasta tenera. Ovidio, meglio conosciuto per scritti come l'Ars amatoria, descrive le proprietà delle farine etrusche e le consiglia, data la loro finezza, come cipria per abbellire i volti delle donne romane.

### Viticoltura
Pur non potendo datare esattamente l'inizio dell'attività viticola da parte degli Etruschi, si può supporre che prese piede agli inizi dell'età del ferro, anche se certamente la vite era già conosciuta in epoche precedenti.
Di tale attività le popolazioni italiche fecero una vera e propria impresa commerciale tanto che Varrone cita in un suo scritto:
(Varrone)
La viticoltura etrusca differiva da quella della Magna Greca poiché usava sorreggere le viti legandole ad altri alberi ("vite maritata" o "a tutore vivo") anziché a un basso paletto o ceppo ("a tutore morto"). L'uso degli Etruschi si diffuse anche nelle aree soggette alla loro influenza, come quelle abitate da Sanniti e Galli cisalpini, e sopravvisse per secoli allo loro scomparsa.
Molti greci apprezzavano il vino Etrusco: Dionisio di Alicarnasso indicava come eccellente quello dei Colli romani, altri preferivano i vini prodotti nell'area del Vino Nobile di Montepulciano, del Brunello e di tutta l'area dell'odierno Chianti per il loro aroma e per il loro rosso brillante. Sempre molto conosciuti, anche per far capire l'entità e l'importanza della produzione viticola, erano i vini di Luni, Adria, Cesena, il rosato di Veio, i vini dolci d'Orvieto, Todi e Arezzo, famosi all'epoca per essere particolarmente forti.
Sempre agli Etruschi si devono i primi studi sulle coltivazioni di vite, gli innesti, la creazione di ibridi, la disposizione degli impianti, tanto da essere apprezzati come validi coltivatori in tutto il bacino del mediterraneo.

### L'ulivo
Non vi sono certezze circa la produzione da parte degli Etruschi dell'olio d'oliva, di cui erano consumatori, prima del VII secolo a.C. La coltivazione dell'ulivo non era documentata ai tempi di Tarquinio Prisco, intorno al 616 a.C. Esportata in Calabria e poi in Sicilia per opera dei greci, l'olivicoltura, prese piede verso nord. Durante la decadenza delle lucumonie, si comincia a trovare traccia dei primi impianti nel territorio dell'Etruria. Questo, in verità, non esclude che l'oleicoltura fosse praticata anche precedentemente, come sembrerebbe più probabile. Fu solo dopo la fusione del popolo Etrusco con quello Romano che si ebbe una vera e ampia diffusione della pianta d'ulivo, tale espansione degli impianti era indotta sia dall'alto valore commerciale dell'olio sia dal clima favorevole trovato dalla pianta d'ulivo in Toscana, Umbria e alto Lazio.

### I commerci
Il commercio del ferro, del rame e del piombo con Roma rappresentò anche un elemento stabilizzante nelle relazioni tra le due civiltà: gli Etruschi furono di fatto rispettati fino a quando poterono fornire armi di qualità ai Romani stessi.

### Produzioni tipiche
- Arezzo (Aritim): pale, bacili, falci, elmi, scudi, mole, bestiame vario.
- Bolsena: vino, sculture in bronzo, ceramica e buccheri.
- Cerveteri (Caisra): buccheri, oreficeria, argento lavorato, frumento, bronzo lavorato, carni di maiale e cinghiale lavorato.
- Chiusi (Clevsi): ceramiche e buccheri, vasi, legname, vino, bacili.
- Perugia (Perusia): sculture in bronzo, vino, legname di pino, castagno e abete.
- Populonia (Pupluna): ferro e bronzo grezzo, tessuti, armi, elmi.
- Roselle (Rusel): lance, spade, coltelli, elmi, scudi, legno d'abete, tegole e tubature in terracotta.
- Tarquinia (Tarchuna): Vino, olio, lino, materiali per la concia delle pelli, tufi speciali (tufo nenfro proveniente però dalla zona di Tuscania)
- Veio: Ceramiche, terrecotte, carni lavorate.
- Vetulonia (Vetluna): oreficeria, bronzo, metalli lavorati, minerali grezzi, alcune suppellettili.
- Volterra (Velathri): pece, ceramica, legno d'abete, frumento.
- Vulci (Velch): decorazioni suppellettili e statue in bronzo, ceramiche.

## Lingua

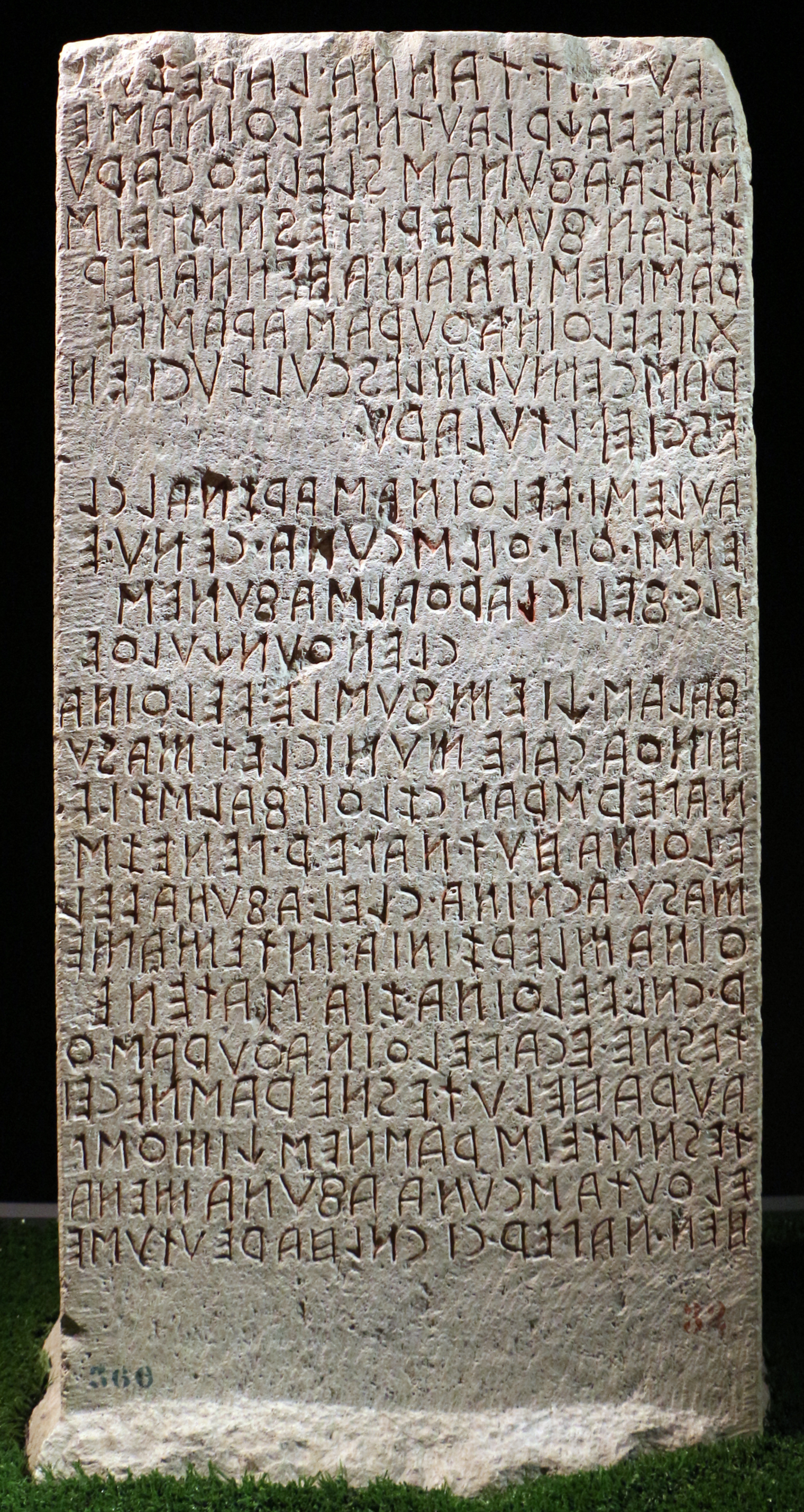
Cippo di Perugia (III-II secolo a.C.)

L'Etrusco, attestato da circa 13.000 iscrizioni, fu una lingua parlata e scritta in diverse zone d'Italia e precisamente nell'antica regione dell'Etruria (odierne Toscana, Umbria occidentale e Lazio settentrionale), nella pianura padana - attuali Lombardia ed Emilia-Romagna, dove gli Etruschi furono sconfitti e assimilati dai Galli, e nella pianura campana, dove furono poi assorbiti dai Sanniti. Tuttavia, il latino sostituì completamente l'Etrusco, lasciando solo alcuni documenti e molti prestiti linguistici nel Latino (per esempio, persona dall'Etrusco fersu), e numerosi toponimi, come Tarquinia, Volterra, Perugia, Mantova, (forse) Parma, e un po' tutti quelli che finiscono in "-ena" (Cesena, Bolsena, ecc.). Altri esempi di termini di probabile origine etrusca sono: atrium, fullo, histrio, lanista, miles, mundus, populus, radius, subulo. La lingua etrusca risulta attestata tra il VIII e il I secolo a.C.
Era una lingua, secondo la maggioranza degli studiosi, non indoeuropea, preindoeuropea, e paleoeuropea. Giacomo Devoto propose e più volte sostenne la definizione della lingua etrusca come peri-indoeuropea.
Molti studiosi, tra i quali il linguista tedesco Helmut Rix, collegano l'etrusco alla lingua parlata dai Reti nell'area alpina fino al III secolo d.C. Studi recenti hanno confermato l'esistenza di una consistente affinità tra l'etrusco e la lingua retica. La lingua etrusca e quella retica, insieme alla lingua lemnia, costituiscono la famiglia linguistica tirrenica.

### L'alfabeto
Esistono due tipi di alfabeto etrusco:
- arcaico: usato tra il VII e il V secolo a.C., è di stretta derivazione dall'alfabeto greco, appena modificato per adattarlo alla lingua etrusca;
- recente, usato tra il IV e il I secolo a.C., deriva dall'alfabeto arcaico ed è l'alfabeto definitivo usato dagli Etruschi fino al loro completo assorbimento nella civiltà romana.

Il verso della scrittura è bustrofedico nelle più antiche iscrizioni, mentre quelle classiche hanno l'andamento verso sinistra come nel punico. Poche iscrizioni seguono l'andamento da sinistra a destra, e in tal caso i caratteri etruschi sono riflessi. All'inizio le parole venivano scritte l'una di seguito all'altra senza punteggiatura o caratteri di separazione, poi si iniziò a inserire da uno a quattro punti sovrapposti per separare le parole. Non esisteva il carattere maiuscolo o minuscolo.

## Cultura

### Arte
L'arte etrusca viene di solito divisa in cinque diversi periodi storico-artistici:
- Dal 900 al 720 a.C: il periodo villanoviano o geometrico.
- Dal 720 al 580 a.C.: il periodo orientalizzante.
- Dal 580 al 480 a.C.: il periodo arcaico.
- Dal 480 al 320 a.C.: il periodo classico o età di mezzo.
- Dal 320 al 27 a.C.: il periodo ellenistico.

L'artigianato artistico etrusco si sviluppa a partire dalla produzione villanoviana e si evolve a seguito degli influssi che giungono dall'esterno grazie agli scambi commerciali in area mediterranea. La produzione interna eccelle soprattutto nell'ambito della metallurgia: vasi, candelabri e statuette. La committenza è costituita dal ceto aristocratico e dalle esigenze della collettività in seguito ai fenomeni di urbanizzazione tra VII e VI secolo a.C. Gran parte della migliore produzione e delle importazioni è destinata ai corredi funerari, dove si depongono oggetti di lusso: gioielli, specchi e ciste.

#### Architettura
Rilevanti informazioni sull'architettura etrusca sono offerte dal De Architectura di Vitruvio, che li classificava (in particolare le colonne) sotto un nuovo ordine, quello di "Tuscanicae dispositiones", esemplificando l'elementare metodo di tracciamento dell'impianto tipico e i caratteri essenziali della struttura architettonica. Il tempio era accessibile non tramite un crepidoma perimetrale, ma attraverso una scalinata frontale, orientata a mezzogiorno, cioè verso la parte favorevole del cielo. L'area del tempio era divisa in due zone: una antecedente o pronao con otto colonne disposte in due file da quattro, una posteriore costituita da tre celle uguali e coperte, ognuna dedicata a una particolare divinità. A differenza dei templi greci ed egizi, che si evolvevano assieme alla civiltà e alla società, i templi etruschi sono rimasti sostanzialmente uguali nei secoli, forse a causa del fatto che nella mentalità etrusca essi non erano la dimora terrena della divinità, bensì un luogo in cui recarsi per pregare gli dei (e sperare di essere ascoltati). Elementi decorativi del tempio etrusco sono perlopiù applicazioni fittili, in buona parte realizzate serialmente a stampo. Fra queste, in particolare, acroteri e antefisse in terracotta dipinta.

#### L'architettura e le pratiche funerarie
Le tombe etrusche si sono conservate, poiché costruite in pietra. Per la religione etrusca l'uomo necessita, nell'aldilà, di un ambiente familiare in cui trascorrere la vita dopo la morte, assieme agli oggetti personali che possedeva in vita: ciò spiega la cura con cui venivano costruite le necropoli. Le necropoli ("città dei morti") generalmente erano poste al di fuori della cinta muraria delle città. Erano composte principalmente da sepolture ipogee, ambienti sotterranei sovrastati da un tumulo che riproducevano la disposizione delle abitazioni, con arredi, vasi, stoviglie, armi, gioielli, ecc. Ognuna di queste tombe si articolava in diverse camere sepolcrali di dimensioni proporzionali alla ricchezza e alla notorietà del defunto o della famiglia del defunto. Anche gli affreschi alle pareti riproducevano scene quotidiane e costituiscono, assieme ai corredi funerari, una delle principali fonti di informazione sulla vita degli Etruschi, che concepivano l'aldilà come una prosecuzione della vita terrena. Altre tipologie tombali venivano ricavate all'interno di cavità naturali preesistenti (grotte, caverne, ecc.). Le tombe a edicola erano costruite completamente al livello della strada, a camera unica e a forma di tempio in miniatura nelle intenzioni, ma in pratica molto simili alle abitazioni con tetto a doppio spiovente dei primi insediamenti etruschi. Nella simbologia etrusca era molto significativa la forma a tempietto: essa rappresentava il punto intermedio del viaggio che il defunto doveva compiere dalla vita alla morte, una sorta di ultima tappa della vita terrena.

#### Scultura

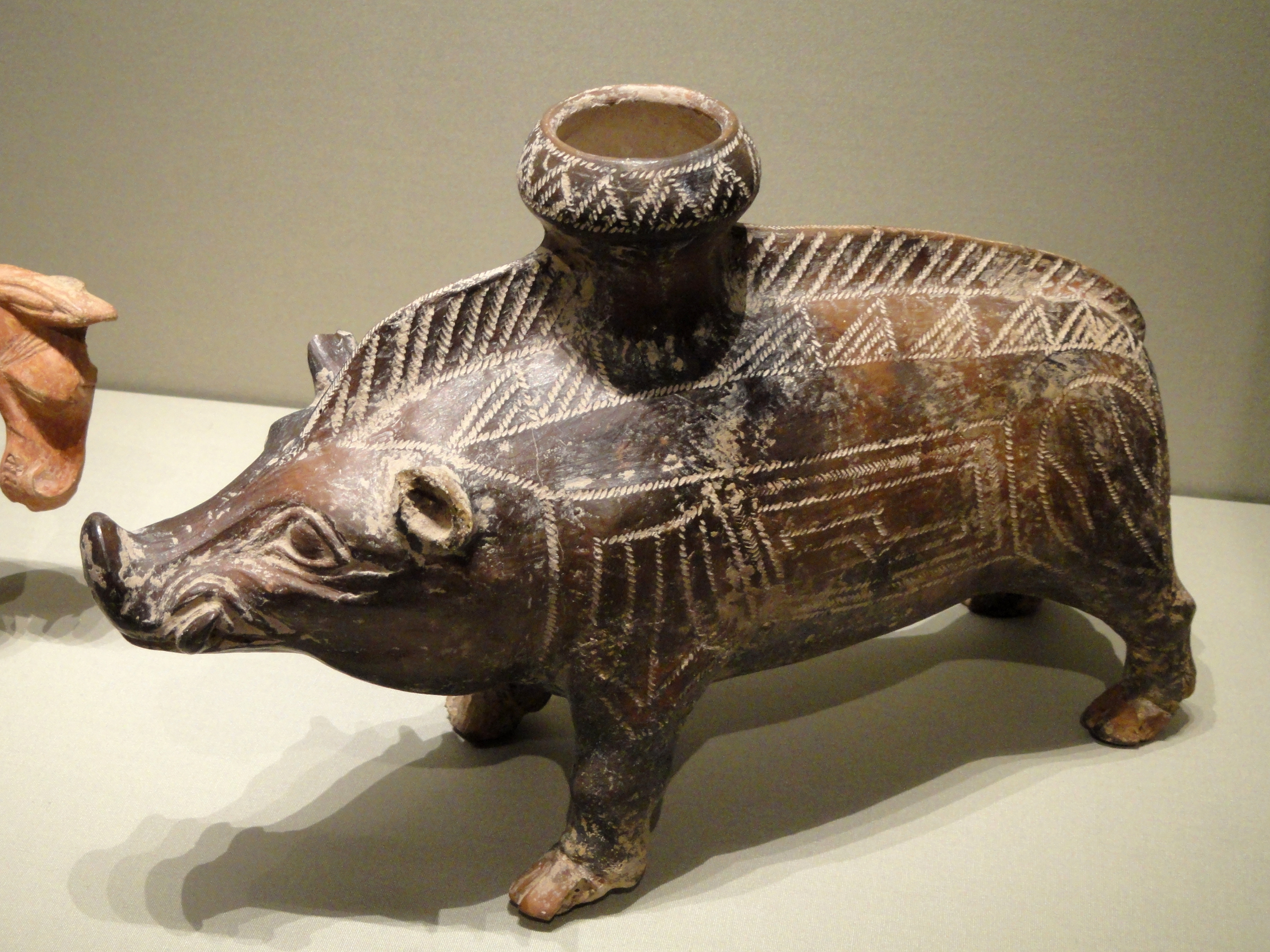
Vaso a forma di cinghiale, 600-500 a.C; ceramica etrusca

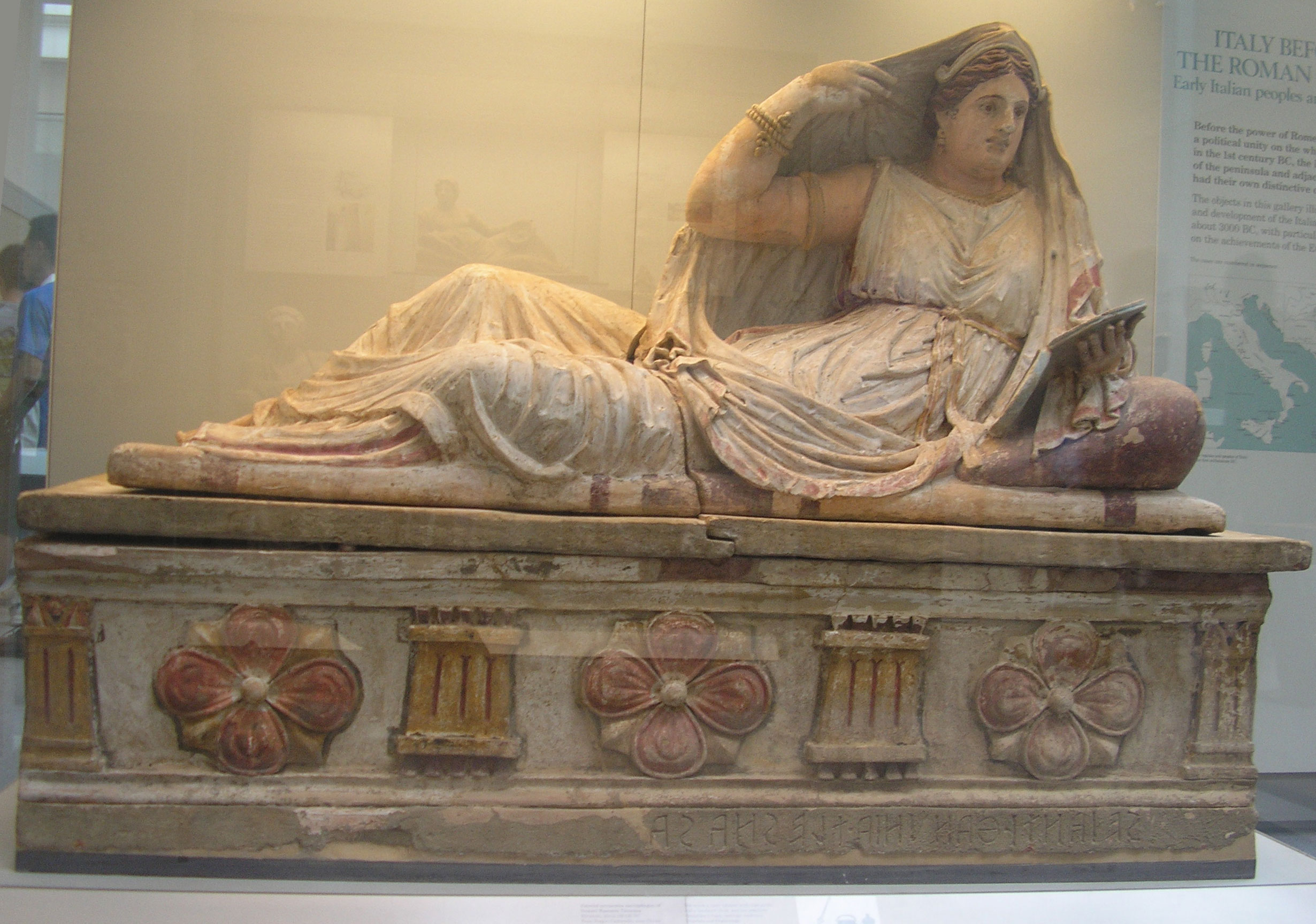
Sarcofago di Thanunia Seianti
British Museum, Londra

La scultura in pietra di ambito funerario era presente in rilievi su lastre, sul tamburo esterno delle tombe a tumulo o scolpita nella roccia all'interno delle stanze sepolcrali; era presente a tutto tondo in opere di statuaria destinate alle aree esterne nei pressi delle tombe o nella figura del defunto giacente sui sarcofagi; notevole tra gli altri il sarcofago calcareo della tomba dei Partunu, opera di pregevole fattura, databile a età ellenistica. Nella lavorazione della terracotta particolare importanza riveste la decorazione fittile di ambito architettonico.

#### Pittura
La pittura etrusca rappresenta una delle manifestazioni più elevate dell'arte e della civilizzazione etrusca. Si sviluppa nel corso di diversi secoli dall'VIII sino al II secolo a.C. in contemporanea con la più evoluta pittura greca da cui è influenzata in molti aspetti, pur sviluppando una propria autonomia. La pittura etrusca ci è pervenuta da diverse fonti: gli affreschi funerari in diverse necropoli dell'Etruria, la pittura vascolare, alcuni frammenti di pittura in edifici pubblici. La gran parte delle testimonianze superstiti di pittura etrusca proviene tuttavia dalle tombe, che erano affrescate con scene di vita quotidiana (cacce, banchetti) ad affresco, con colori vivaci e predominanza della figura umana. I colori erano ottenuti attraverso la polverizzazione di sostanze minerali e i pennelli erano in setola animale.
Le pareti delle tombe erano dipinte a colori vivaci (imitando, in taluni casi, la volta celeste, o scene di vita vissuta) per contrastare l'oscurità, simbolo della morte spirituale. Decorate a fresco su un leggero strato di intonaco, presentavano scene di carattere magico-religioso raffiguranti banchetti funebri, danzatori, suonatori di aulós, giochi, paesaggi. Dopo il V secolo a.C. figure di demoni e divinità si affiancano agli episodi di commiato, nell'accentuarsi del mostruoso e del patetico.
Tra i sepolcri più interessanti si annoverano le tombe che vengono denominate del Guerriero, della Caccia e della Pesca, delle Leonesse, degli Auguri, dei Giocolieri, dei Leopardi, dei Festoni, del Barone, dell'Orco e degli Scudi. Parte dei dipinti, staccati da alcune tombe allo scopo di preservarli (tomba delle Bighe, del Triclinio, del Letto Funebre e della Nave), sono custoditi nel Museo nazionale Tarquiniese.

#### Oreficeria

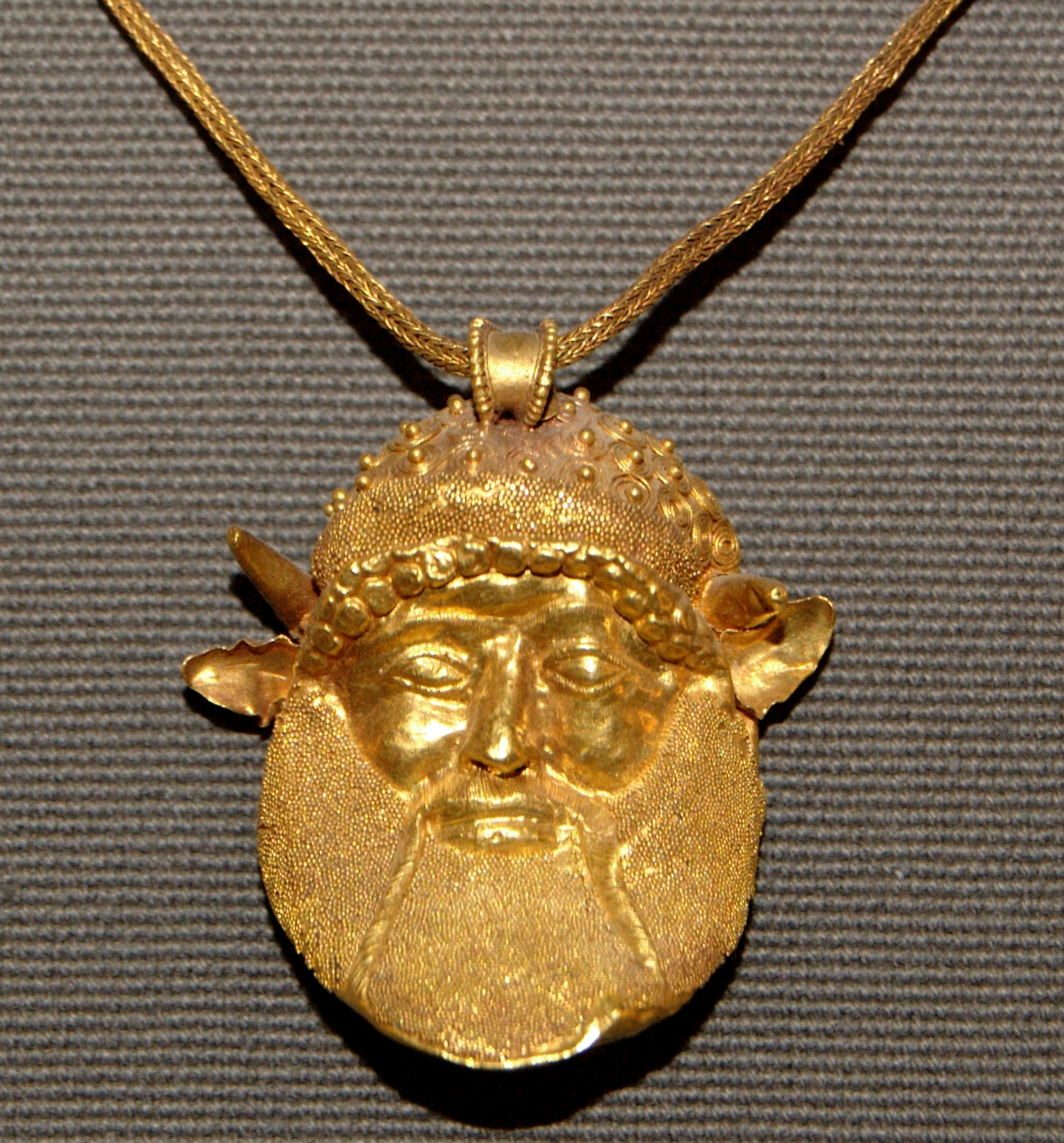
Pendente di una collana etrusca rappresentante la testa di Acheloo, 480 a.C. circa

Gli artigiani etruschi furono in grado di praticare le più sofisticate tecniche di lavorazione dei metalli preziosi: repoussé, incisione, filigrana e granulazione. In particolare, la granulazione è una raffinata tecnica di lavorazione dell'oro grazie alla quale gli Etruschi venivano considerati dei veri e propri maestri dell'arte orafa. Questa tecnica, introdotta nel periodo orientalizzante, consisteva nell'applicare piccolissime sfere (granuli) d'oro in particolari decorazioni sui gioielli. Si partiva da sottilissimi fili d'oro (di pochi decimi di millimetro di diametro) tagliati in minuscole parti fino a ottenere una sottile "paglia". Questa, mescolata a carbone in polvere, veniva compressa in un crogiolo (sigillato con argilla) e sottoposta a elevate temperature fino a raggiungere la fusione. La reazione chimica provocata dal carbone impediva all'oro fuso, durante il successivo processo di raffreddamento, di ricomporsi in maniera uniforme, costringendolo - invece - a "stracciarsi" formando una serie di minuscoli granellini. Una volta raffreddato completamente l'oro veniva lavato. A quel punto, per applicare i granelli sul gioiello veniva utilizzata una speciale colla (composta principalmente da carbonato di rame, acqua e colla di pesce) spalmata direttamente sulla superficie del monile. I granuli potevano, così, essere applicati in modo da formare una particolare decorazione o disegno. Per saldare le sfere d'oro permanentemente al gioiello si sottoponeva lo stesso al calore, all'interno di una muffola chiusa. In questo modo il rame della colla si fondeva, legandosi all'oro. L'ultima fase della lavorazione consisteva nel lasciare il gioiello all'aria, in modo che le sfere d'oro acquistassero lucentezza, perdendo quella caratteristica patina scura formatasi durante la fusione con il carbone del primo processo di lavorazione.

#### Musica e danza
Presso gli Etruschi la musica non accompagnava solo la danza ma anche la caccia, le gare sportive, i banchetti e le funzioni religiose. Un brano della "Storia degli Animali", scritta da Claudio Eliano nel II secolo riporta che gli Etruschi, quando andavano a caccia di cinghiali e di cervi, non si servivano solo dei cani e delle reti, ma anche della musica: essi dispiegavano tutt'intorno le reti per tendere le trappole alle fiere, poi interveniva un esperto suonatore di flauto per produrre con il suo strumento una melodia, la più dolce e armoniosa possibile. Questa, diffondendosi nella silenziosa pace delle valli e dei boschi arrivava fino alle cime dei monti, entrando nelle tane e nei giacigli delle fiere.
Quando la melodia giungeva alle orecchie degli animali, questi erano inizialmente presi dal timore, poi la musica li affascinava fino a farli uscire per andare incontro a quella voce al cui richiamo non sanno resistere. In questo modo le belve dell'Etruria erano trascinate nelle reti dei cacciatori dalla suggestione della musica.

### Calendario
Poco ci resta del computo del tempo degli Etruschi.
Non avevano le nostre settimane e quindi neppure il nome dei giorni. Probabilmente il giorno cominciava all'alba. L'anno invece poteva cominciare come nella Roma arcaica il primo giorno di marzo (cioè il nostro 15 febbraio), o qualche giorno prima, il 7 febbraio.
Probabilmente calcolavano i giorni di ogni mese come i romani, con le calende, che è una parola di origine etrusca.
Ci resta testimonianza del nome di otto mesi del calendario sacro:

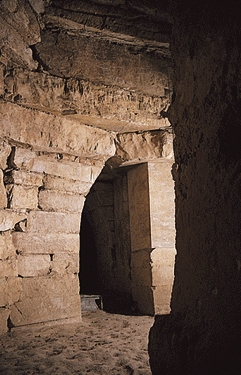
Tomba etrusca della Montagnola, VII secolo a.C., Sesto Fiorentino.

- uelcitanus (lat.) = marzo.
- aberas (lat.) = aprile; apirase = nel mese di aprile.
- ampiles (lat.) = maggio; anpilie = nel mese di maggio.
- aclus (lat.) = giugno; acal(v) e = nel mese di giugno.
- traneus (lat.) = luglio.
- ermius (lat.) = agosto.
- celius (lat.) = settembre; celi = nel mese di settembre.
- xof(f) er(?) (lat.) = ottobre.

## Gli Etruschi nella cultura moderna

### Gli studi e gli scavi archeologici

#### Il Medioevo e il Rinascimento
Sebbene la memoria degli antichi Tusci riaffiorasse sporadicamente nelle cronache del tardo Medioevo toscano, fu con il Rinascimento che si cominciò a guardare alle testimonianze del mondo etrusco come espressioni di una civiltà definita e distinta da una generale "antichità classica". Idea che fu favorita anche dai governanti di Firenze (Medici soprattutto), diventati dal Quattrocento padroni di gran parte della Toscana e interessati a farsi riconoscere da tutte le potenze europee (papato e impero, per primi) signori di uno Stato toscano presentato come continuatore della "gloriosa Etruria".
Sporadici ritrovamenti di tombe e reperti alimentarono, nel XV e XVI secolo, "gli scritti pieni di ricostruzioni fantastiche di Annio da Viterbo" e le falsificazioni archeologiche che egli confezionò a supporto dei suoi Antiquitatum variarum volumina XVII. Sarà con Leon Battista Alberti e con Giorgio Vasari che si darà avvio a una parziale teorizzazione dell'arte e dell'architettura etrusca (importante, a metà del Cinquecento, il rinvenimento della Chimera di Arezzo). Nel corso del XVI secolo il richiamo dell'antica Etruria spostò l'attenzione dalla Tuscia laziale alla Toscana propria, dove trovò terreno fertile e propizio per il suo sviluppo, culminando nel Settecento in quel movimento di studi antiquari e ricerche che prenderà il nome di Etruscheria.

#### Il Settecento e l'Ottocento: l'Etruscheria e l'Archeologia Filologica
Infatti, proprio il XVIII secolo può essere considerato il secolo della scoperta dell'Etruria. Il primo tentativo di sintesi delle conoscenze etruscologiche dell'epoca risale all'opera De Etruria Regali di Thomas Dempster, risalente al 1619 ma pienamente valorizzata solo nel secolo successivo. A quest'opera fecero eco quelle di Giovanni Battista Passeri (Picturae Etruscorum in vasculis, 1775), di Scipione Maffei (Ragionamenti sopra gl'Itali primitivi, 1727), di Anton Francesco Gori (Museum Etruscum, 1737) e di Mario Guarnacci (Origini italiche, 1772). Già dal 1726 era stata fondata l'Accademia Etrusca di Cortona, che divenne il centro principale di questa attività erudita con i fascicoli delle sue Dissertazioni (1735-1795). Fuori Italia va ricordata l'opera del francese Anne-Claude-Philippe de Tubières, conte di Caylus (Recueil d'antiquités égyptiennes, étrusques, romaines et gauloises, 1762). Più che per il valore scientifico delle congetture e delle conclusioni, l'etruscheria rimane importante per la passione e la diligenza delle ricerche e della raccolta del materiale archeologico, ancora oggi di valore in caso di monumenti perduti.
L'etruscheria settecentesca culmina con la pubblicazione del Saggio di lingua etrusca e di altre antiche d'Italia dell'abate Luigi Lanzi nel 1789: è una piccola "summa" delle cognizioni sull'Etruria, in tutti i campi (epigrafia, lingua, storia, archeologia, arte). Lanzi mostra già di possedere un metodo più sicuro e conoscenze più vaste; giustamente egli attribuisce alla Grecia i vasi fino ad allora ritenuti "etruschi" e traccia una prima, apprezzabile periodizzazione della storia dell'arte etrusca, sulla scorta della greca. Si può in sostanza affermare che questo studioso sia il fondatore della moderna etruscologia.
L'Ottocento si era aperto con un'intensissima attività di ricerca sul campo, soprattutto nella zona dell'Etruria meridionale, con decisive scoperte a Tarquinia, Vulci, Cerveteri, Perugia, Chiusi e altre località. Cominciano inoltre a formarsi i nuclei di importanti collezioni italiane (degli attuali Museo archeologico nazionale di Firenze e Museo Gregoriano Etrusco di Roma) e straniere (dagli scavi di Luciano Bonaparte quella del Museo del Louvre e dagli scavi di Giampietro Campana quella del British Museum). Neanche gli studi sull'Etruria, però, rimangono immuni dal rinnovamento cominciato da Winckelmann e che porterà dalla fase settecentesca erudita a quella filologica ottocentesca. Risultato ne sono le opere sulla topografia dei monumenti redatte da viaggiatori, archeologi e architetti stranieri, quali William Gell (The Topography of Rome and its Vicinity, 1846) e George Dennis (The Cities and Cemeteries of Etruria, 1851); in Italia si occupò di topografia Luigi Canina (Antica Etruria marittima, 1851). Non si ferma neppure la pubblicazione di raccolte sistematiche di monumenti, opere d'arte e cataloghi di collezioni, come quella del Museo Gregoriano Etrusco (nel 1842); si iniziano, altresì, raccolte dedicate a singole classi di reperti, come i vasi (E. Gerhard, Auserlesene Vasenbilder, 1858) e gli specchi (Eduard Gerhard, Etruskische Spiegel, 1867). Il confronto con l'arte greca porta, di norma, a un giudizio negativo nei confronti dell'arte etrusca, giudicata come una forma di artigianato d'imitazione; tale posizione sarà teorizzata in modo esplicito nella prima sintesi sull'arte etrusca che sarà pubblicata solo verso la fine del secolo da J. Martha (L'art Étrusque, 1889). Anche gli studi epigrafici continuano, per mano di studiosi soprattutto italiani, quali A. Fabretti, che nel 1867 pubblica il Corpus Inscriptionum Italicarum (C.I.I.). È a quest'altezza cronologica che gli studiosi cominciano a porsi il problema dell'origine degli Etruschi in modo critico, senza l'esclusivo ausilio delle fonti letterarie antiche, e di conseguenza anche il problema della lingua degli Etruschi in relazione al gruppo delle lingue indoeuropee.

#### Il Novecento
Il periodo più recente della storia degli studi etruschi si apre con l'intensificarsi di ricerche archeologiche sistematiche e controllate, grazie anche all'intervento di organi responsabili ufficiali dopo l'unità d'Italia. Si arricchiscono e consolidano le conoscenze sulle fasi più antiche dell'Etruria, cioè il periodo villanoviano (la necropoli di Villanova, presso Bologna, era stata scoperta dal conte Giovanni Gozzadini nel 1856). Si scava a Marzabotto, a Orvieto e a Falerii, dove emergono i complessi templari con le loro decorazioni architettoniche. Le imprese di scavo più significative saranno sia nei centri maggiori Caere, Veio, Tarquinia, Populonia e altrove, sia nei centri minori dell'interno Acquarossa presso Ferento e Poggio Civitate di Murlo, nel senese, e costieri Spina sull'Adriatico, Gravisca sul Tirreno e Pyrgi, dove nel 1964 vennero ritrovate le preziose lamine d'oro inscritte. Gli scavi vennero condotti con sempre maggiore attenzione e controllo scientifico, tramite i rilevamenti stratigrafici e i metodi geofisici di prospezione (fotografia aerea, prospezioni chimiche, fisiche ed elettromagnetiche del terreno) in modo da offrire il maggior numero possibile di osservazioni e dati.
Accanto al consolidamento dei vecchi musei di Roma e Cortona, nascono i grandi musei con collezioni etrusche, come il Museo Nazionale Etrusco di Villa Giulia a Roma, il Museo Topografico dell'Etruria di Firenze, il Museo di Spina a Ferrara e il Museo etrusco di Chianciano Terme, insieme con importanti raccolte locali a Tarquinia, Perugia, Chiusi, Villanova, Bologna, Marzabotto, Arezzo, Adria (Rovigo) e altrove. Anche all'estero si rafforzano le collezioni dei grandi musei come la Ny Carlsberg Glyptotek di Copenaghen.
Prosegue intanto la pubblicazione dei materiali archeologici per singole classi di monumenti: terrecotte architettoniche (A. Andrén, Architectural Terracottas from Etrusco-Italic Temples, 1940), sarcofagi (R. Herbig, Die jüngeretruskischen Steinsarkophage, 1952), ceramiche dipinte (John Beazley, Etruscan Vase-Painting, 1947), oltre a un rinnovato approccio critico nei confronti della descrizione topografica dei luoghi (H. Nissen, Italische Landeskunde, 1902 ed. A. Solari, Topografia storica dell'Etruria, 1920).

### Fonti storiografiche moderne
- AA. VV., Gli Etruschi. Una nuova immagine, Firenze, Giunti Martello, 1984, ISBN 88-09-01792-7.
- AA. VV., Rasenna. Storia e civiltà degli Etruschi, Milano, Libri Scheiwiller, 1986, ISBN 88-7644-053-4.
- (DE) Luciana Aigner-Foresti, Die Etrusker und das frühe Rom, Darmstadt, 2003.
- Luisa Banti, Il mondo degli Etruschi, Roma, 1969.
- Gustavo Barbensi, III: Il periodo etrusco-romano, in Il pensiero scientifico in Toscana. Disegno storico dalle origini al 1859, Firenze, Leo S. Olschki Editore, 1969,  pp. 33-81.
- Gilda Bartoloni, La Cultura Villanoviana. All'inizio della storia etrusca, Roma, Carocci editore, 2002, ISBN 88-430-2261-X.
- Gilda Bartoloni, Introduzione all'Etruscologia, Milano, Hoepli, 2012, ISBN 978-88-203-4870-0.
- Enrico Benelli, Gli Etruschi, Rusconi-Idealibri, 2021.
- Ranuccio Bianchi Bandinelli, Etruschi e italici prima del dominio di Roma, Milano, BUR Biblioteca, 2000.
- Ranuccio Bianchi Bandinelli, L'arte etrusca, Roma, Editori Riuniti, 2005.
- Raymond Bloch, Gli Etruschi, Milano, Garzanti, 1960.
- Roberto Bosi, Il libro degli Etruschi, Milano, Bompiani Editore, 1983.
- (FR) Dominique Briquel, La civilisation étrusque, Parigi, Fayard, 1999.
- Giovannangelo Camporeale (a cura di), Gli Etruschi fuori d'Etruria, San Giovanni Lupatoto, Verona, Arsenale Editrice, 2001.
- Giovannangelo Camporeale, Gli Etruschi. Storia e civiltà, Torino, UTET Università, 2004, ISBN 88-7750-889-2.
- Giovanni Colonna, Urbanistica e architettura, in Rasenna. Storia e civiltà degli Etruschi, Milano, Libri Scheiwiller, 1986.
- Mauro Cristofani, Dizionario illustrato della civiltà etrusca, Milano, Giunti Editore, 1999, ISBN 88-09-21728-4.
- Mauro Cristofani, Etruschi. Cultura e società, Novara, De Agostini, 1978, ISBN 88-402-3297-4.
- (EN) Sybille Haynes, Etruscan Civilization: A Cultural History, Londra, 2000.
- (DE) Sybille Haynes, Kulturgeschichte der Etrusker, Mainz, 2005.
- Jacques Heurgon, Vita quotidiana degli Etruschi, Milano, Mondadori, 1992, ISBN 88-04-35442-9.
- Werner Keller, La civiltà etrusca, Milano, Garzanti Libri, 1999, ISBN 88-11-67670-3.
- (EN) Alessandro Naso (a cura di), Etruscology, Berlino, Boston, De Gruyter, 2017.
- (EN) Hugh O'Neill Hencken, Tarquinia, Villanovians and Early Etruscans, Cambridge Mass., 1968.
- Massimo Pallottino, L'origine degli Etruschi, Roma, Tumminelli, 1947.
- Massimo Pallottino, Etruscologia, Milano, Hoepli, 1984, ISBN 88-203-1428-2.
- (DE) Ambros Pfiffig, Einführung in die Etruskologie, 4ª ed., Darmstadt, 1991.
- Friedhelm Prayon, Gli Etruschi, Bologna, Il Mulino, 2009, ISBN 978-88-15-06887-3.
- (EN) Philip Perkins e Judith Swaddling (a cura di), Etruscan by Definition: Papers in Honour of Sybille Haynes, collana The British Museum Research Publications, Londra, The British Museum Press, 2009.
- (DE) David Ridgway, The World of the Early Etruscans, Göteborgs Universitet: The Félix Neubergh Lecture, 2000.
- Christopher Smith, Gli Etruschi, traduzione di Barbara Belelli Marchesini, Milano, Hoepli, 2018.
- Romolo Augusto Staccioli, Gli Etruschi. Un popolo tra mito e realtà, Roma, Newton Compton Editori, 2006, ISBN 88-541-0534-1.
- (DE) Dorothea Steiner, Jenseitsreise und Unterwelt bei den Etruskern. Untersuchung zur Ikonographie und Bedeutung, Monaco, Herbert Utz Verlag, 2004, ISBN 3-8316-0404-5.
- Jean-Paul Thuillier, Gli Etruschi. Il mistero svelato, Electa Gallimard, 1993, ISBN 88-445-0019-1.
- Jean-Paul Thuillier, Gli Etruschi. La prima civiltà italiana, Torino, Lindau srl, 2008, ISBN 978-88-7180-758-4.
- Gilda Bartoloni, Introduzione all'Etruscologia, Milano, Hoepli, 2012.
- (EN) Jean MacIntosh Turfa (a cura di), The Etruscan World, Londra, New York, Routledge Taylor & Francis Group, 2013.
- Mario Torelli (a cura di), Gli Etruschi, Milano, Bompiani, 2000.
- Mario Torelli, Storia degli Etruschi, Bari, Laterza, 2003, ISBN 88-420-5222-1.
- Otto Wilhelm von Vacano, Gli etruschi nel mondo antico, 3ª ed., Bologna, Cappelli, 1982.

### Monografie
- Pierluigi Albini, L'Etruria delle donne. Vita pubblica e privata delle donne etrusche, Viterbo, Scipioni, 2000, ISBN 88-8364-063-2.
- Cristina Bindi, Echi di civiltà alimentari. Profumo di cucina Etrusca, Roma, Nuova Editrice Spada, 1993.
- Giovannangelo Camporeale, Gli Etruschi. Mille anni di civiltà, Bonechi, 1992.
- Fernand Crombette, Il vero volto dei figli di Het: la bolla di Tarkondemos, Tournai, Ceshe asbl, 2007.
- Arnaldo D'Aversa, La donna etrusca, Firenze, Paideia Editrice, 1985, ISBN 88-394-0361-2.
- Ivo Fossati, Gli eserciti etruschi, collana De Bello, Milano, E.M.I. Edizioni Militari Italiane, 1987.
- Mauro Menichelli, Templum Perusiae. Il simbolismo delle porte e dei rioni di Perugia, Perugia, Futura, 2006, ISBN 88-95132-01-7.
- Salvatore Pezzella, Gli Etruschi: testimonianze di civiltà, Firenze, Orior, 1989.
- Antonia Rallo (a cura di), Le donne in Etruria, L'Erma di Bretschneider, 1989, ISBN 88-7062-669-5.
- Clotilde Vesco, Cucina etrusca. 2685 anni dopo, Firenze, Vallecchi Editore, 1985.

### Articoli
- Sabrina Corarze, Vetulonia, la figura del guerriero, in Instoria, n. 9, febbraio 2006.

### Cataloghi
- Bernard Andreae - Heinz Spielmann, Die Etrusker, Monaco, 2004.